# Basiliek van de H.H. Agatha en Barbara
De Basiliek van de Heiligen Agatha en Barbara is een rooms-katholieke kerk te Oudenbosch, in de Nederlandse provincie Noord-Brabant. De kerk werd gebouwd tussen 1867 en 1880 en werd in 1912 tot basilica minor verheven. De kerk is een verkleinde kopie van de Sint-Pietersbasiliek, met het front van de Sint-Jan van Lateranen te Rome. De architecten zijn P.J.H. Cuypers en later G.J. van Swaay.

## Verkleinde kopie van de Sint-Pietersbasiliek
De koepel van de Basiliek heeft veel weg van de koepel van de Sint Pieter in Rome, ook aan de binnenkant is veel gekopieerd. Een tweetal beelden zijn overgenomen van de Sint-Pieter namelijk de  Pietà van Michelangelo is gegoten van een mortel en het beeld van Petrus is van natuursteen en in de St.Pieter van brons. Ook het baldakijn boven het altaar is een kopie van de baldakijn van Bernini. Zelfs kopieën  van schilderstukken uit de Sixtijnse kapel zijn aangebracht aan de gewelven van het linker transept.

## Naamgeving
De oude kerk van Oudenbosch uit 1425 heette ook al de St. Agathakerk, deze kerk was in 1649 protestants geworden maar werd in 1799 teruggegeven aan de Katholieke Kerk. De nieuwe basiliek is genoemd naar de heilige vrouwen Agatha en Barbara. Agatha van Sicilië was een van de eerste heiligen uit de Katholieke Kerk, een van de zeven primaire heiligen. Vaak wordt een kaars aangestoken bij haar beeld door vrouwen met borstkanker of mensen met brandwonden. De H. Barbara van Nicomedië is toegevoegd aan de naam van de kerk tijdens de bouw van de basiliek. Ook zij geldt als een van de vroegere heiligen van de Katholieke Kerk.

## Stijlperiode
Pastoor Willem Hellemons gaf opdracht tot de bouw van de kerk, ter vervanging van de gotische St. Agathakerk van Oudenbosch die 200 meter verder naar het oosten stond, waar nu de Oude Begraafplaats is. Hellemons had in Rome gestudeerd en was daar onder de indruk geraakt van de kerkelijke architectuur. Als blijvende herinnering aan de Pauselijke Zoeaven is voor de basiliek een standbeeld op het voorplein opgericht. Het in 1911 opgerichte beeld stelt voor Paus Pius IX met een stervende zouaaf (zie ook Nederlands Zouavenmuseum, dat slechts 100 m van de kerk verwijderd is). Hoewel de bouw-pastoor een afkeer had van gotiek en neogotiek was het juist P.J.H. Cuypers, bij uitstek de architect van de neogotiek, die de opdracht kreeg om de nieuwe kerk te ontwerpen. Cuypers vertrok hiervoor naar Rome om daar met name de Sint-Pieterskerk te bestuderen. De koepel nam hij over van de Sint-Pieterskerk, alsmede de vormen van het interieur, maar de voorgevel is die van de Sint-Jan van Lateranen.
Het gebouw is een vreemd element in het oeuvre van de architect omdat zowel de stijl als de uitvoering tegen zijn denkbeelden ingingen. Qua stijl benadert de kerk dicht het door Cuypers verfoeide neoclassicisme. Hetzelfde geldt voor het interieur, waar met name veel met marmerpatronen beschilderd hout en beschilderd stucwerk zijn te vinden. Omdat nergens de hand van Cuypers te herkennen is, is vaak betwijfeld of hij de kerk wel echt ontworpen heeft. Diverse documenten, waaronder bouwtekeningen, dragen echter zijn handtekening. Ook de voorgevel is door Cuypers ontworpen naar voorbeeld van de voorgevel van de St. Jan van Lateranen. Deze gevel is in 1892 voltooid onder leiding van G.J. van Swaay.
Het gebouw heeft een kruisvorm van brede eenheden, met een middenschip met twee zijbeuken, het centrale deel van de koepel met aan de oost- en de westkant een transept, de voorkerk of apsis en het voorportaal, ofwel een kleine narthex.

## Interieur
Het interieur is rijkelijk versierd met schilderingen en beelden. In de rechter zijbeuk staat een kleine kopie van de Pietà van Michelangelo. In de hele basiliek zijn boven de bogen engelen met een lauwerkrans en een palmtak. Hun figuur is ontleend aan de heidense Victoria (godin), godin van de overwinning. Ze herinneren de gelovigen aan Openbaring 3: 5.

### Voorportaal
Het aanvankelijke doel van het voorportaal was de zuivering van de ziel. Het voorportaal loopt over in het middenschip bij de laatste kerkbank en het wijwatervat. Dit wijwatervat heeft als functie de gelovigen te herinneren aan hun doopsel. Er staan vier zuilen, gedeeltelijk beslagen met koper, waarop het orgel en de plaats van een zangkoor rust. Op de onderkant van de verhoging staan de letters D.O.M. (Deo Optimo Maximo, vertaald: Ter Ere van de Allerhoogste God). Aan de voorkant van de verhoging staat de tekst: Venite Exultemus Domino (vertaald: Laten we juichen in de Heer) en rechts In Hymnia et Canticis (met lof en liederen) en links In Chordis et Organo (met snaar en fluit). Rechts naast het orgel staat het beeld van de aartsengel Michaël die de draak van de opstandigheid tegen God verdrijft. Aan de linkerkant staat H. Cecilia, patrones zangers en zangeressen. Daarboven staan de letters IHS (monogram van de eerste drie letters van Jezus) en AMDG.

### Middenschip
In het middenschip staan kerkbanken geflankeerd door zes pilaren en twee zuilen in het voorportaal. In die pilaren staan beelden van de twaalf apostelen.
1. Petrus. Petrus zit op een stoel met de sleutels in zijn handen onder de preekstoel. De sleutels verwijzen naar Mattheüs 16: 18. Deze tekst staat ook groot onder de koepel in het Latijn. Dit is een kopie van de bronzen Petrus in de St. Pieter. In de St. Pieter is de voet van Petrus zo vaak gekust en aangeraakt door pelgrims dat die is afgesleten. Op de balustrade van de preekstoel staat een kruisbeeld uit de st. Agatha kerk dat waarschijnlijk dateert uit 1559. Onder de zijde van de fries staat de tekst: QUIS ES TU QUI VENISTI AD ME CURARE VULNERA MEA. EGO SUM APOSTOLUS CHRISTI NIHIL IN ME DUBITUS FILIA (Wie ben jij dat je tot mij komst om mijn wonden te genezen. Ik ben een apostel van Christus, twijfel daar niet aan dochter)
2. Jakobus de Meerdere (Jacobus major, zoon van Zebedeüs). Omdat hij vurig van karakter was, wordt hij met een bliksem afgebeeld. Hij wordt voorgesteld met een schelp en een drinkbeker, omdat hij een van de eerste apostelen was die het geloof ging verkondigen. Hij werd in het jaar 42 vermoord, waarna zijn lichaam werd overgebracht naar Spanje. Daar is later de stad Santiago de Compostella naar hem genoemd en nog steeds een bekend bedevaartsoord.
3. Mattheüs (ook wel Levi genaamd). Hij heeft een boek in zijn hand omdat hij het eerste evangelie van het Nieuwe Testament heeft geschreven.
4. Judas Taddeüs. Hij predikte in het Midden-Oosten. Hij draagt de hellebaard, het martelwerktuig waarmee hij uiteindelijk werd vermoord.
5. Simon de Zeloot. Hij predikte in Egypte en Perzië, waar hij doodgemarteld werd. Hij heeft het martelwerktuig, een soort rasp in zijn hand.
6. Bartolomeüs, ook bekend onder de naam Nathanaël. Hij predikte in Armenië en Arabië, waar hij gemarteld werd. De huid van zijn lichaam werd afgestroopt. Die draagt hij op zijn arm, samen met het martelwerktuig, het mes.
7. Thomas, ook wel Didimus genaamd. Na zijn aanvankelijke aarzeling om Jezus opstanding te geloven, ging hij tot in India prediken. Hij wordt afgebeeld met een winkelhaak en een met kruis bewerkte zuil, omdat hij zich als bouwkundige uitgaf.
8. Jakobus de Rechtvaardige, ook wel Jacobus minor. Hij geldt als de eerste bisschop van Jeruzalem. Hij werd gestenigd en van de tempel afgeworpen. Hij is daarvoor met een vollersboom geslagen (een instrument dat in de wolbewerking wordt gebruikt).
9. Filippus. Hij ging prediken in Frygië. Hij stierf aan het kruis omdat hij een als god aanbeden monster had gedood.
10. Johannes. Hij werd door keizer Domitianus naar het Griekse eiland verbannen. Hij geldt als de enige apostel die gestorven is door ouderdom. Hij heeft het vierde evangelie geschreven, alsmede drie brieven.
11. Matthias. Hij werd gekozen na de dood van Judas Iskariot. Hij predikte tot in Ethiopië, waar hij uiteindelijk werd gestenigd.
12. Andreas (broer van Petrus). Hij predikte op verschillende plaatsen. Hij stierf in 63 aan een schuin kruis. Dit is later het Andreaskruis genoemd.
Ook zijn er beelden van heiligen die niet behoorden tot de twaalf directe apostelen, namelijk:
Johannes de Doper. Hij heeft Jezus aangekondigd en Jezus zelf gedoopt. Hij werd onthoofd door koning Herodes. Omdat hij het grootste deel in armoede in woestijn heeft geleefd, wordt hij afgebeeld met een drinknap en een kruis als stok in zijn hand.
Barnabas heeft samen met Paulus enige jaren gepredikt. Hij is in 65 gestenigd.
Onder de beelden bevindt zich een nis met een relikwie van de boven afgebeelde apostel.
Boven het beeld van H. Thomas staat de heilige Wilhelmus, Willem van Bourges, een aartsbisschop in Frankrijk die zijn hele leven in eenvoud heeft geleefd en daardoor een voorbeeld is geweest voor zijn tijdgenoten. De heilige Wilhelmus is de patroon van de bouwpastoor, Willem Hellemons.

Boven het beeld van Judas Thaddeus staat het beeld van H. Hugo van Cluny. Hugo (1024 - 1109) was de 6de abt van de abdij van Cluny, en wordt gezien als een van de belangrijkste abten van de middeleeuwen. Hij was opdrachtgever voor de basiliek van de abdij van Cluny, en patroonheilige van pastoor Roovers, de opvolger van pastoor Hellemons. 

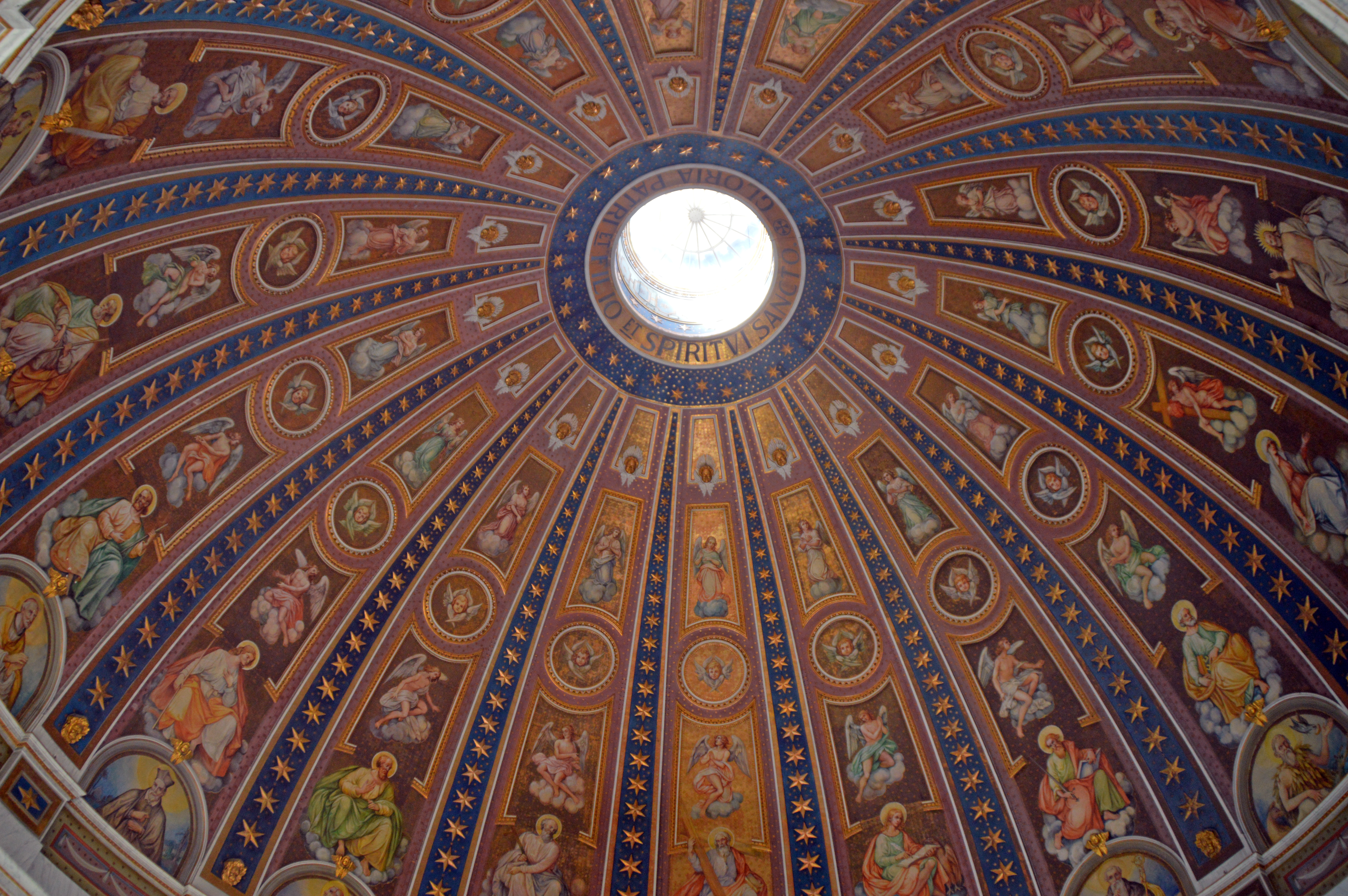
Koepel Basiliek

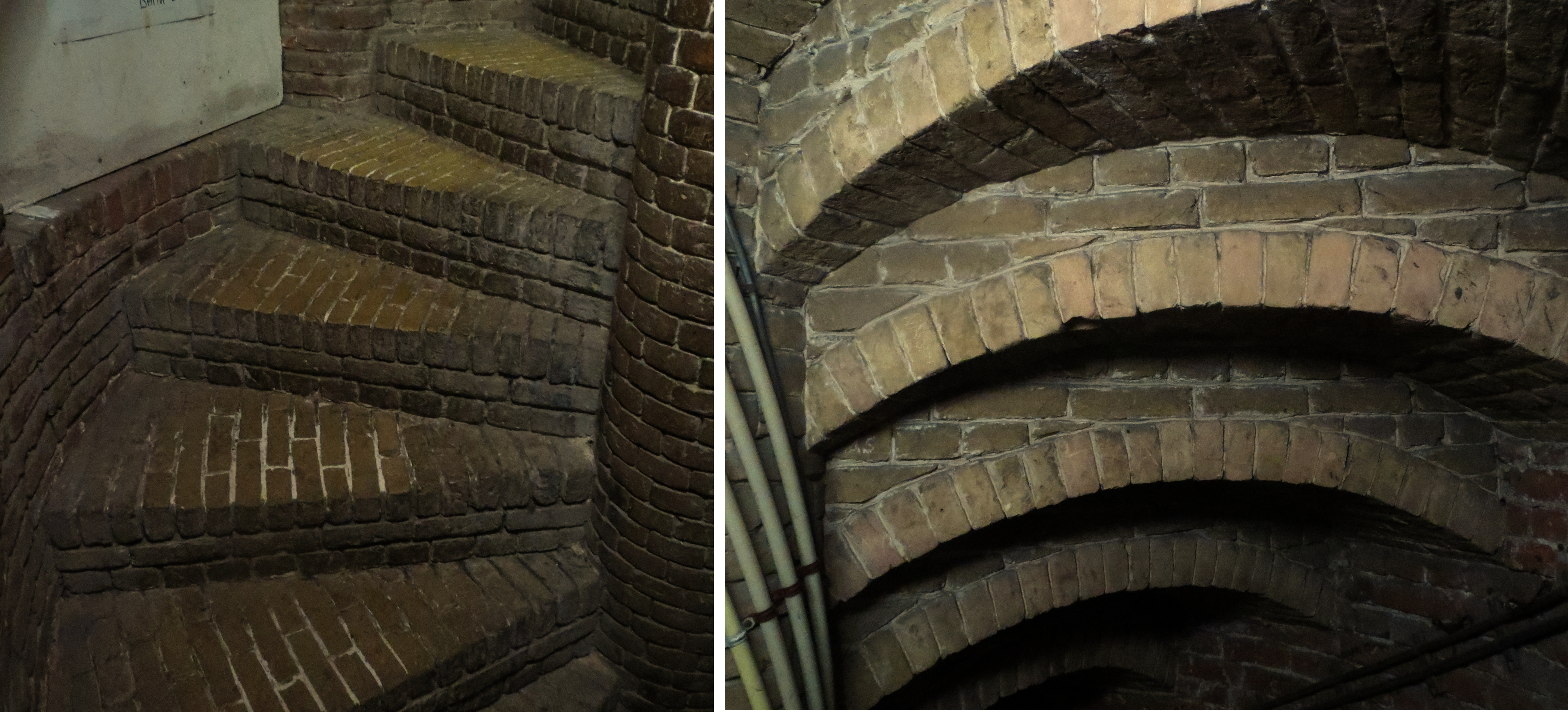
gemetselde trap op boogjes

De basiliek is 81 meter lang, 55 meter breed en het hoogste punt van de koepel is 63 meter. Er is één grote koepel (20 meter doorsnede en 51 meter hoog) en diverse kleinere koepels. De koepel is via een smalle trap te beklimmen en de schilderingen aan de binnenkant van de koepel zijn zo van dichtbij te bekijken. Via de koepeltrap naar beneden komt men in de winkel. Deze trap is geheel gemetseld met onder elke trede een gewelfd boogje. Onder de koepel staat een Latijnse inscriptie:  TV ES PETRVS ET SVPER HANC PETRAM AEDIFICABO ECCLESIAM MEAM. TIBI DABO CLAVES REGNI CAELORVM (Gij zijt Petrus, en op deze Rots zal Ik Mijn Kerk bouwen. Aan U zal Ik de Sleutels van het Koninkrijk der Hemelen geven). De tekst is afkomstig uit het Evangelie volgens Matteüs 16:18 en het is een kopie van de inscriptie onder de koepel van de Sint-Pieter.

### Pilaren onder de koepel
De grote koepel steunt op vier hoofdpilaren en wordt geflankeerd door vier kleinere koepels. Op halve hoogte van iedere pilaar bevindt zich een loggia. Aan de achterkant van elke loggia is een schilderstuk. Dit zijn:
6.a. Petrus met daaronder de tekst: Principae Apostolum (Hoofd van de Apostelen)
6.b. Agatha met daaronder de letters: S.S.M.D.E.P.L.
6.c. Barbara met daaronder de tekst: Gloria Patri et Filio et Spiritui Sanctu (Eer aan de Vader, de Zoon en de Heilige Geest).
6.d. Paulus met daaronder de tekst: Doctor Gentum (Leraar van de Volkeren).
Aan de schuine zijden van de pilaren, de pedentieven,  bevinden zich de afbeeldingen van de vier evangelisten:
Lucas. Bij de afbeelding is een rund toegevoegd, omdat zijn evangelie begint met het verhaal over Zacharias die een offer moet brengen in de tempel.
Mattheüs. Hij wordt afgebeeld met een mens, omdat hij zijn evangelie begint met de geslachtslijst van Jezus Christus.
Johannes. Hij wordt afgebeeld met een adelaar, een oorspronkelijk Romeins symbool dat hoog naar de hemel vliegt. Dit symbool is gekozen omdat het evangelie begint met de hoge en hemelse goddelijke natuur van Jezus Christus (zie ook Deuteronomium 32: 11.
Marcus. Het symbool is de leeuw, een woestijndier. Hij begint zijn evangelie met Johannes de Doper die een roepende in de woestijn is.

## Galerij

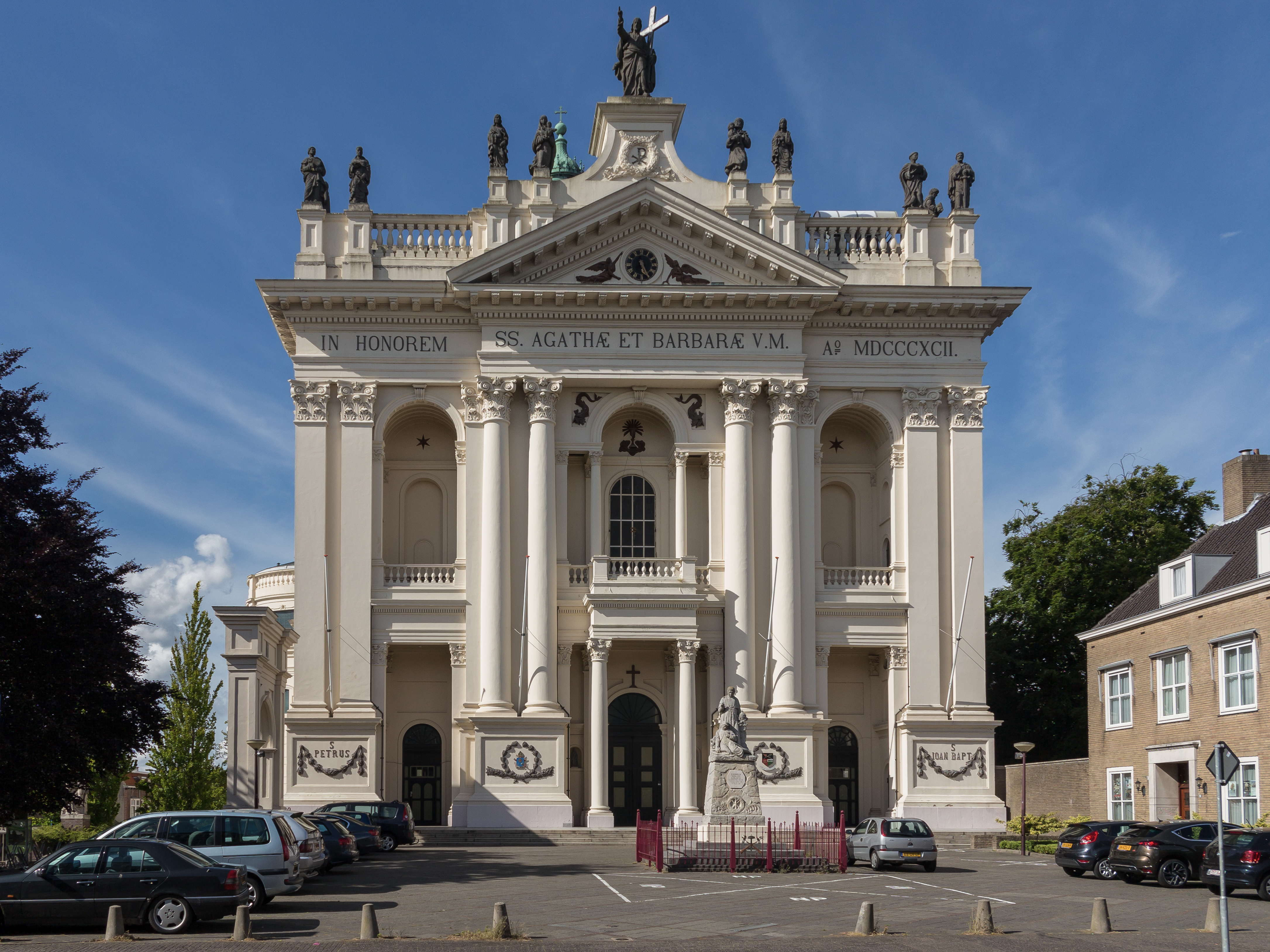
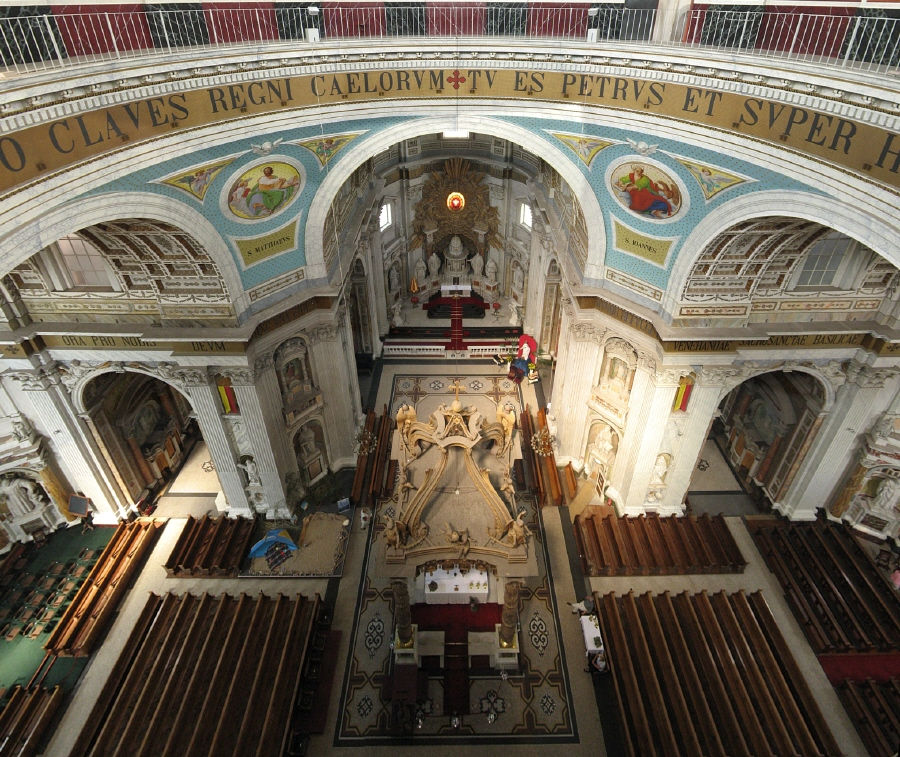
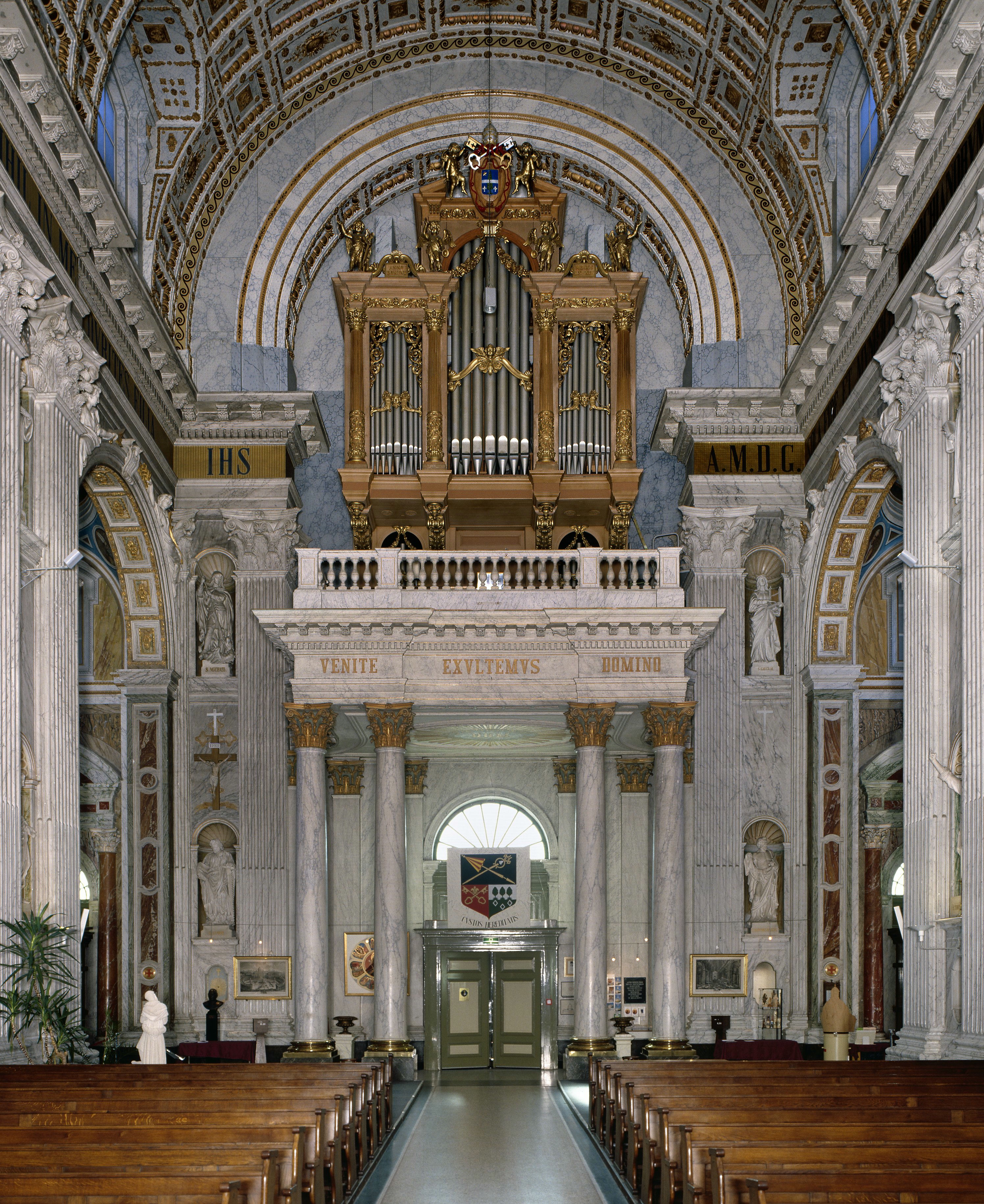
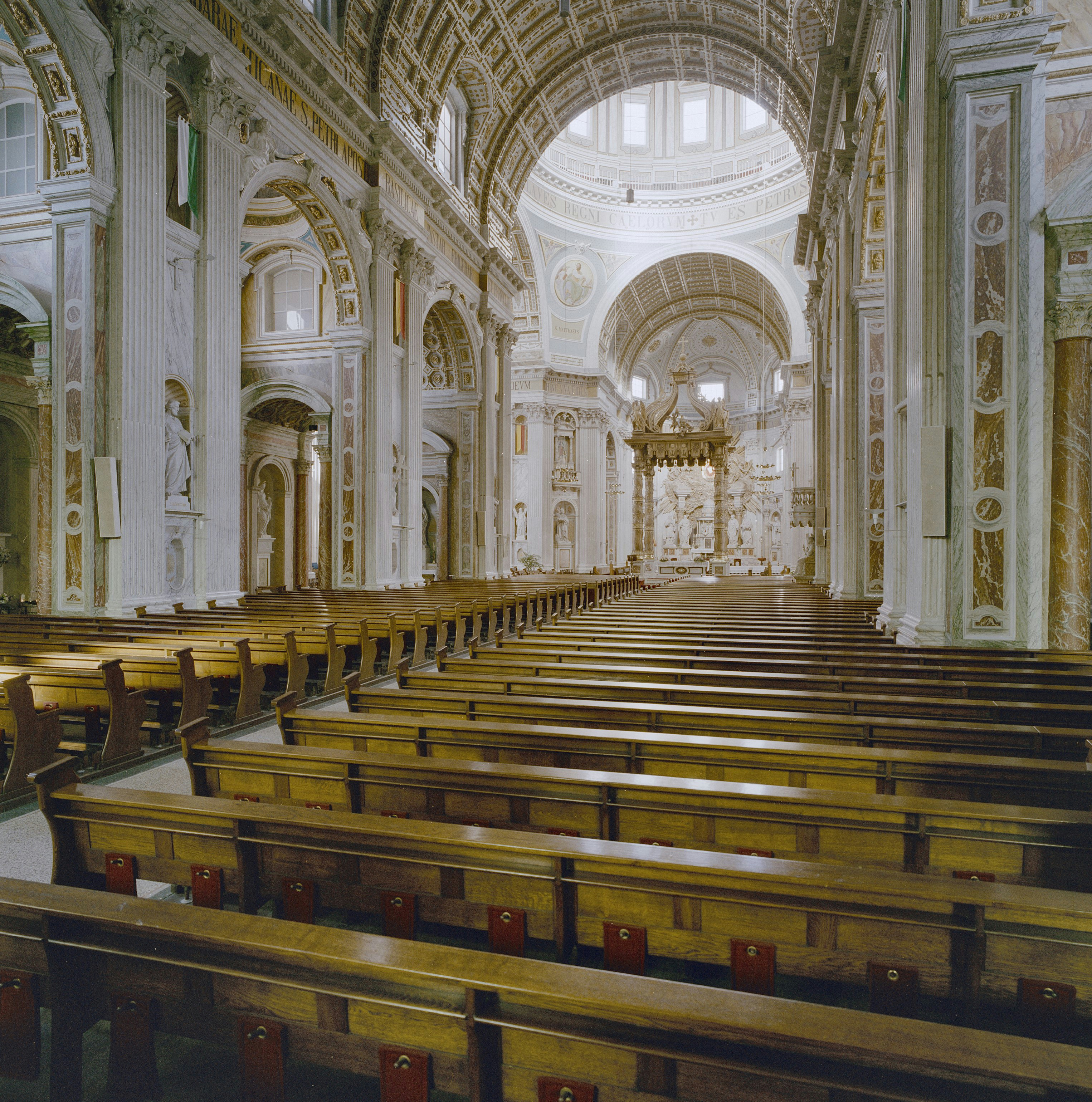
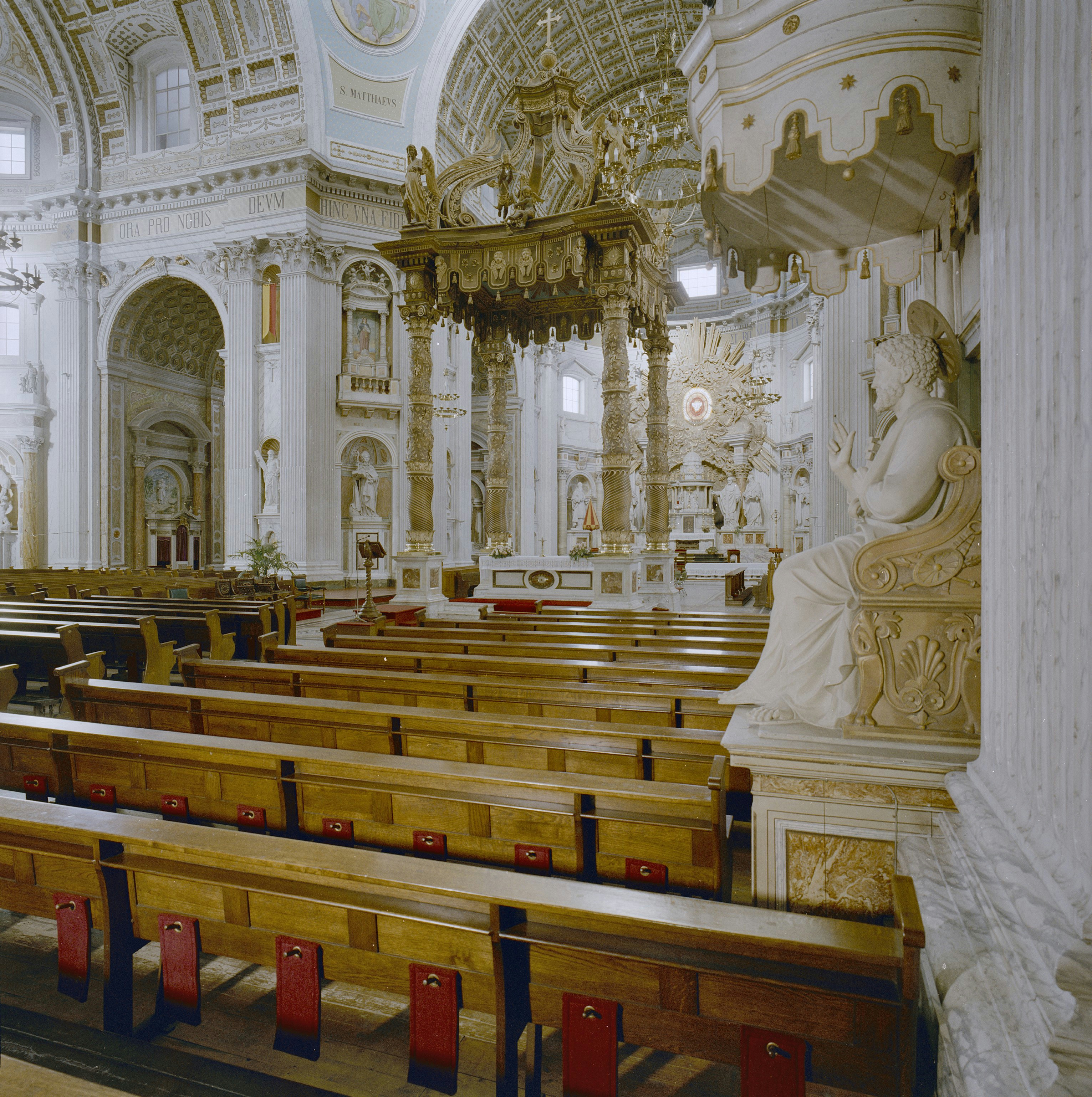
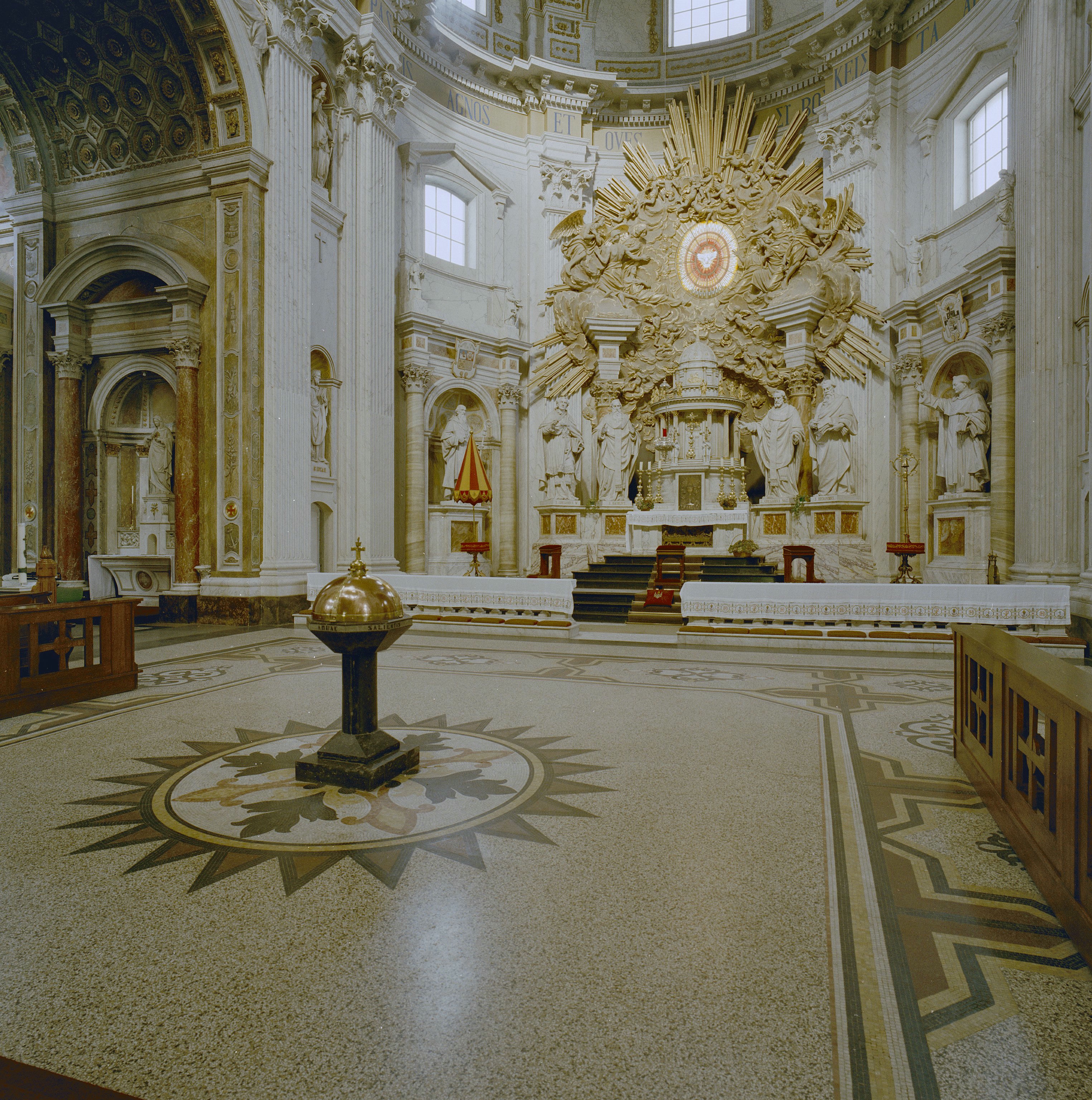
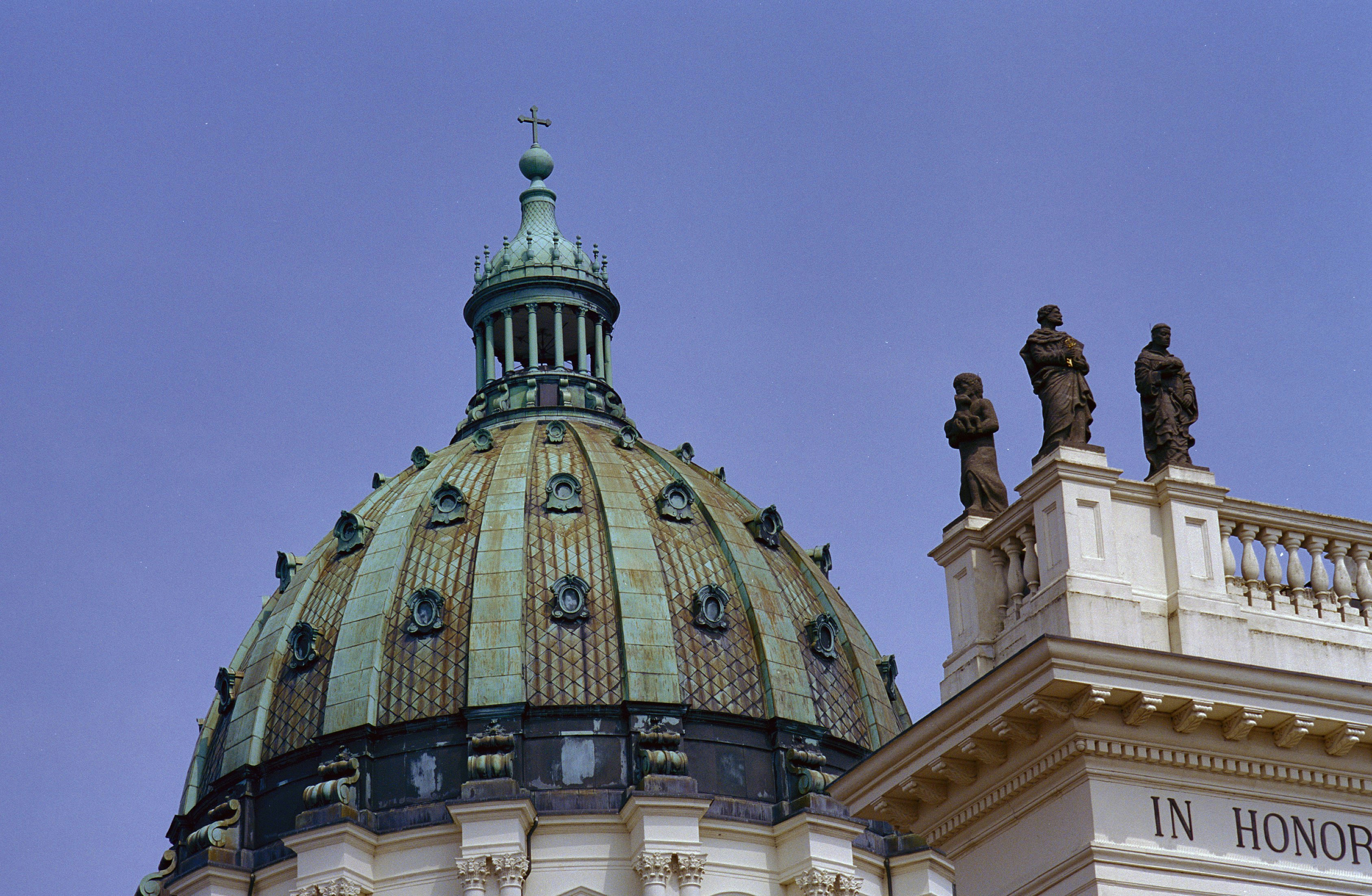
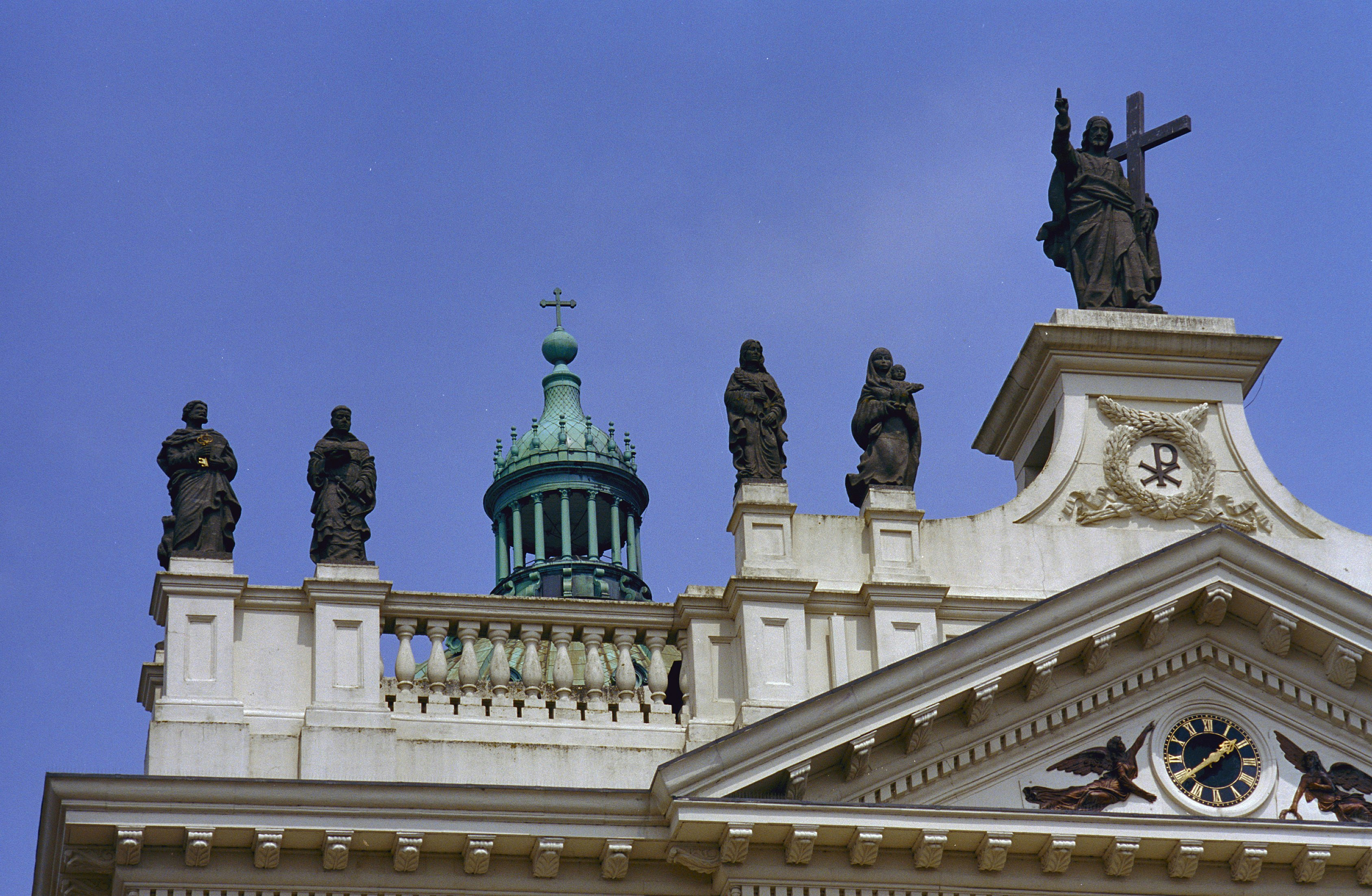

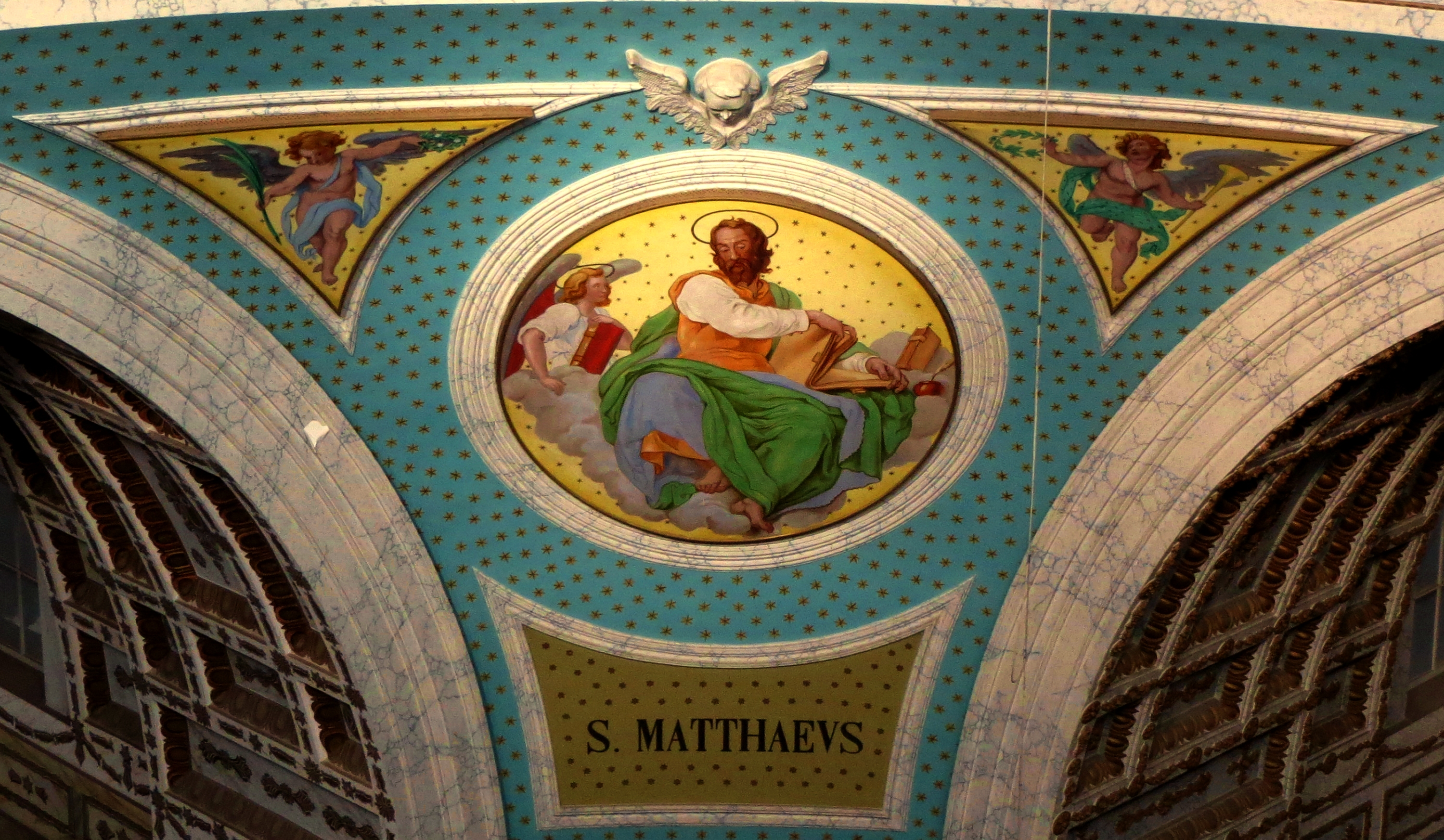
S. Matthaeus
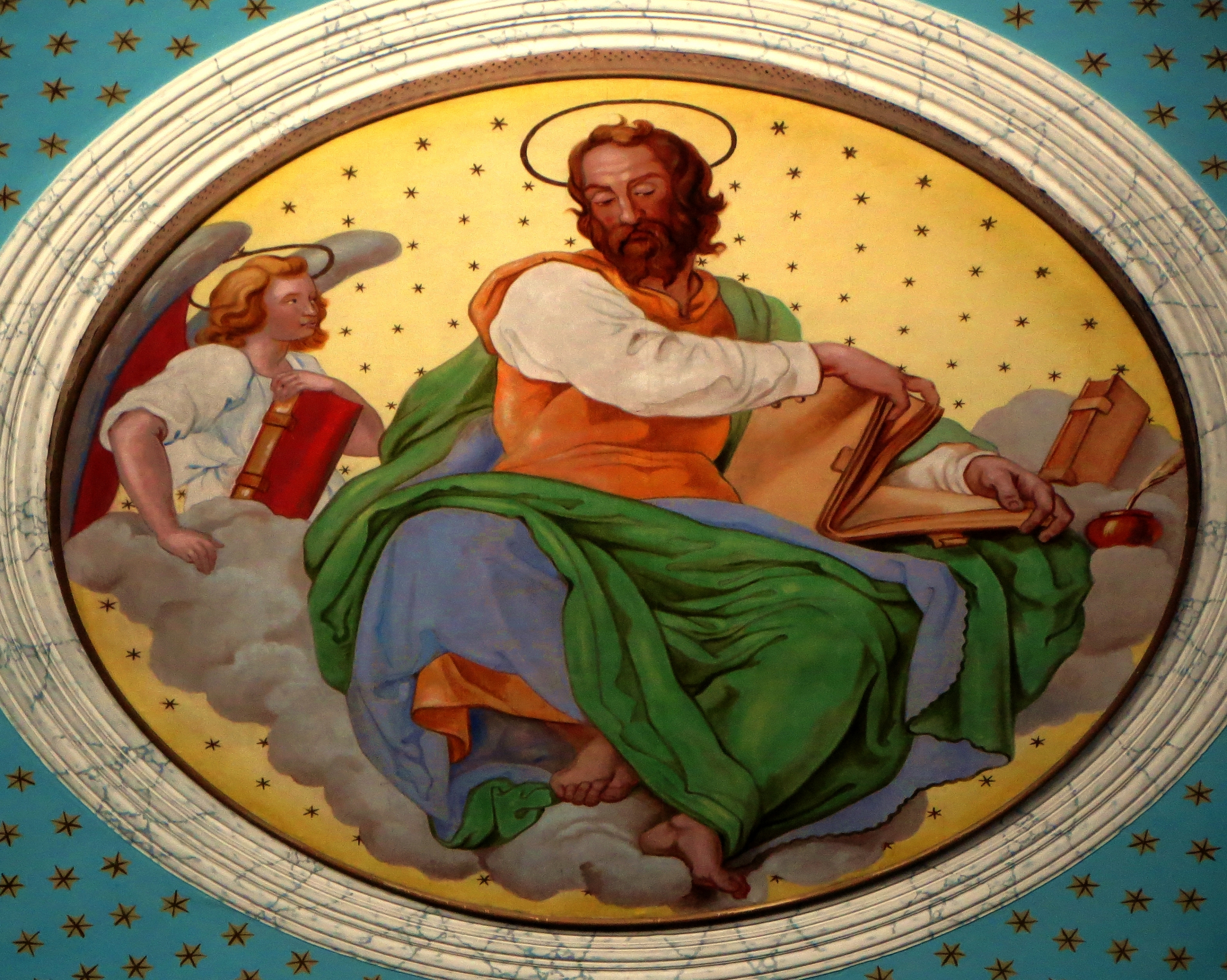
Mattheus
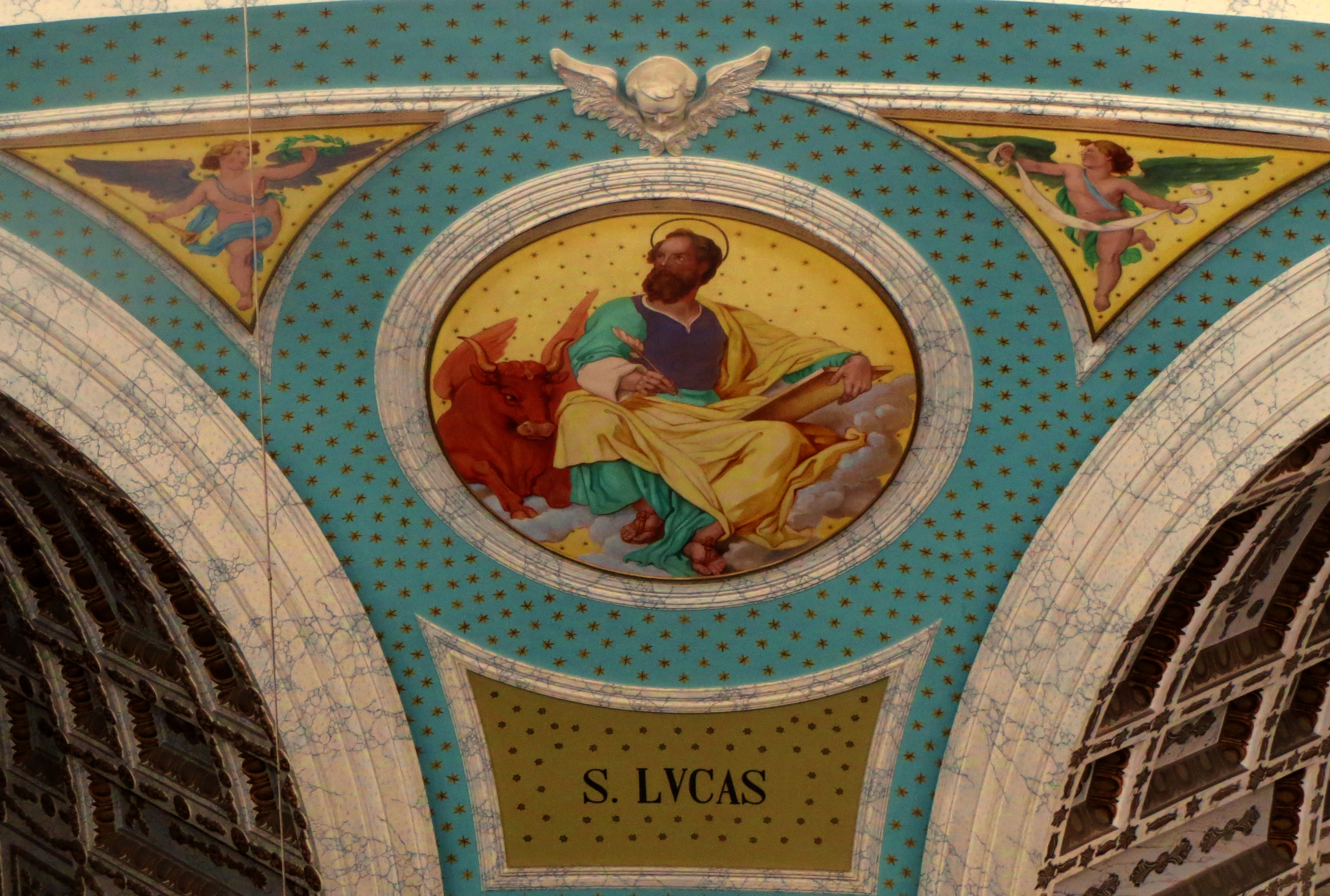
S. Lucas
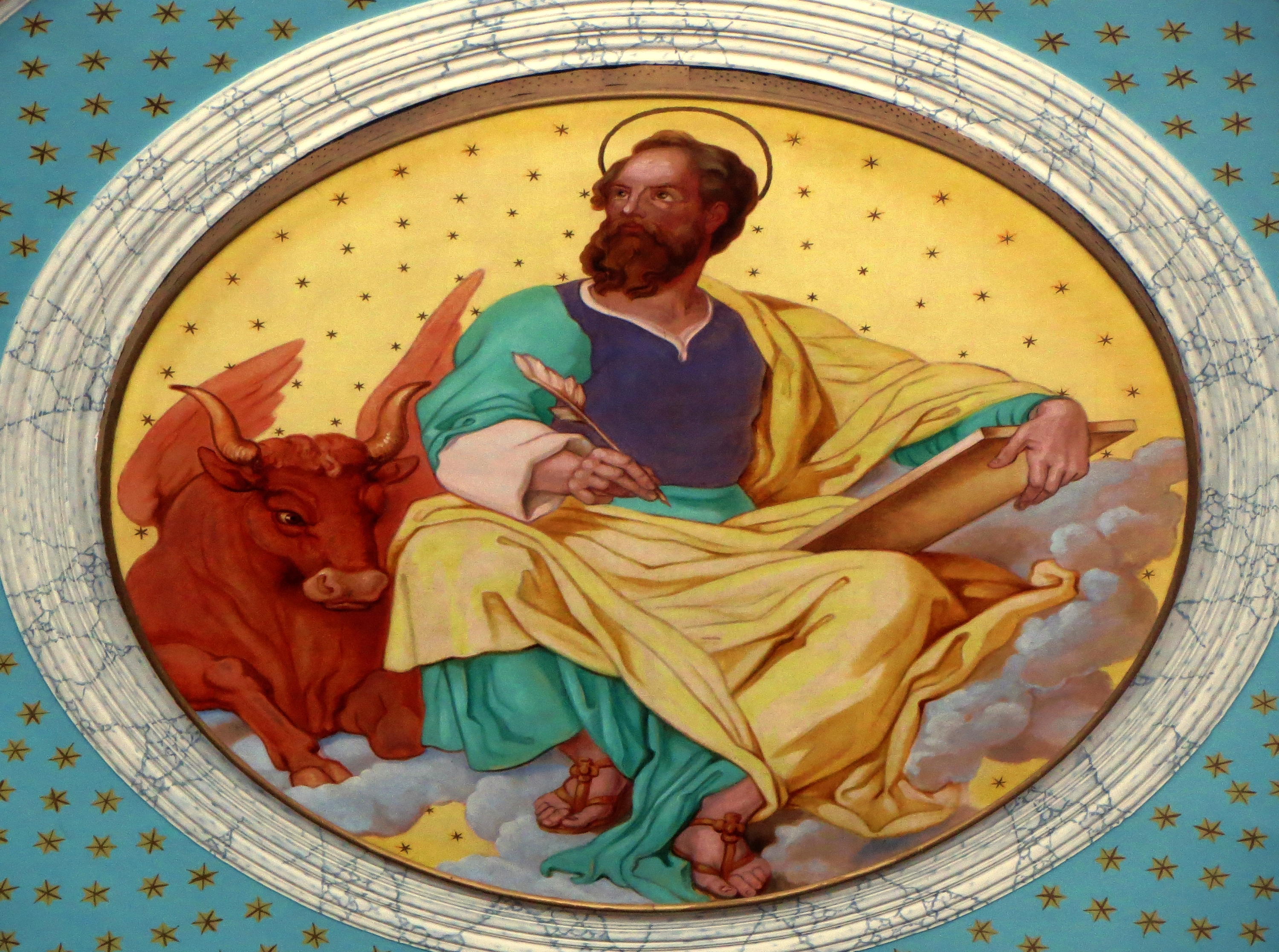
Lucas
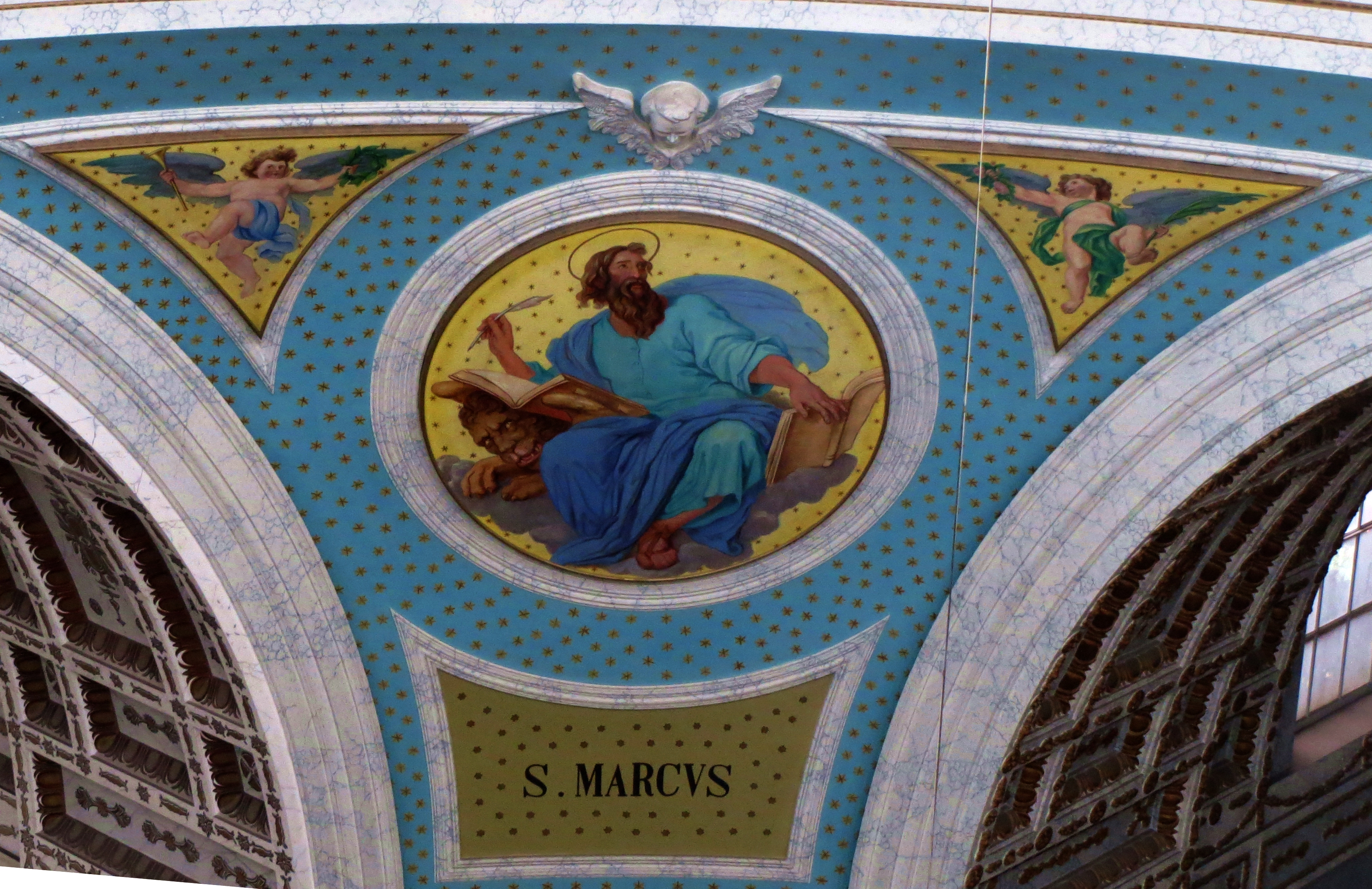
S. Marcus
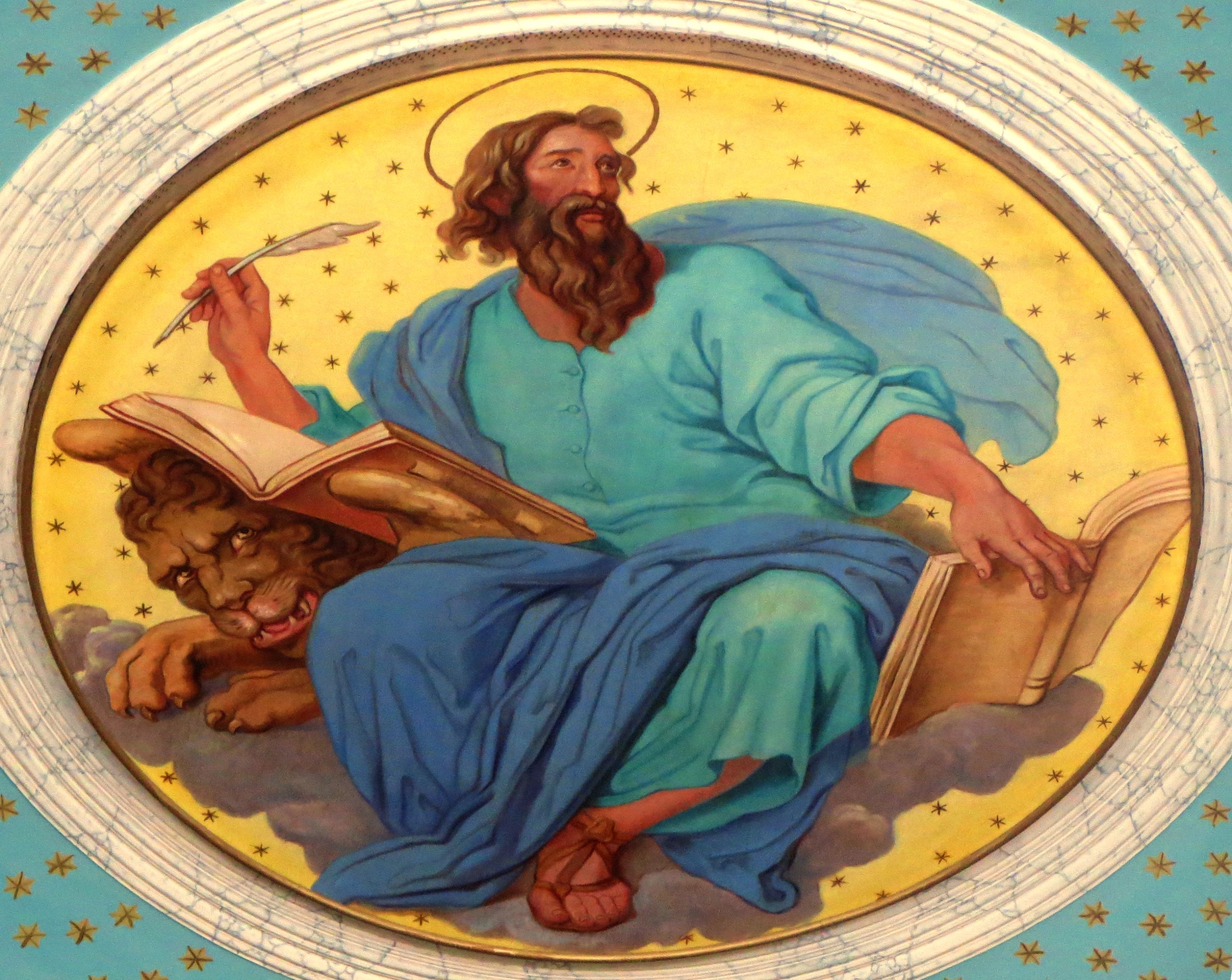
Marcus
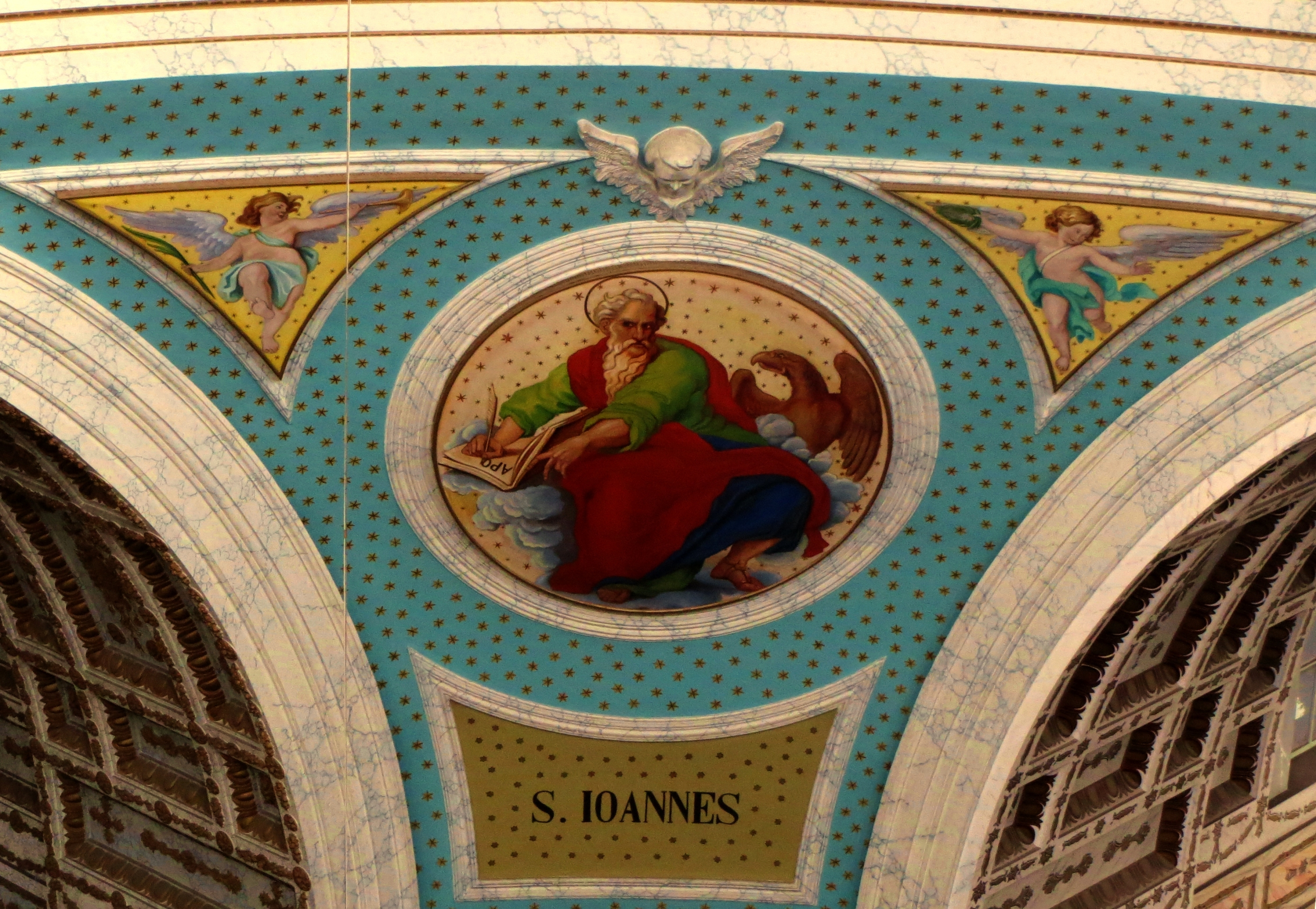
S. Johannes
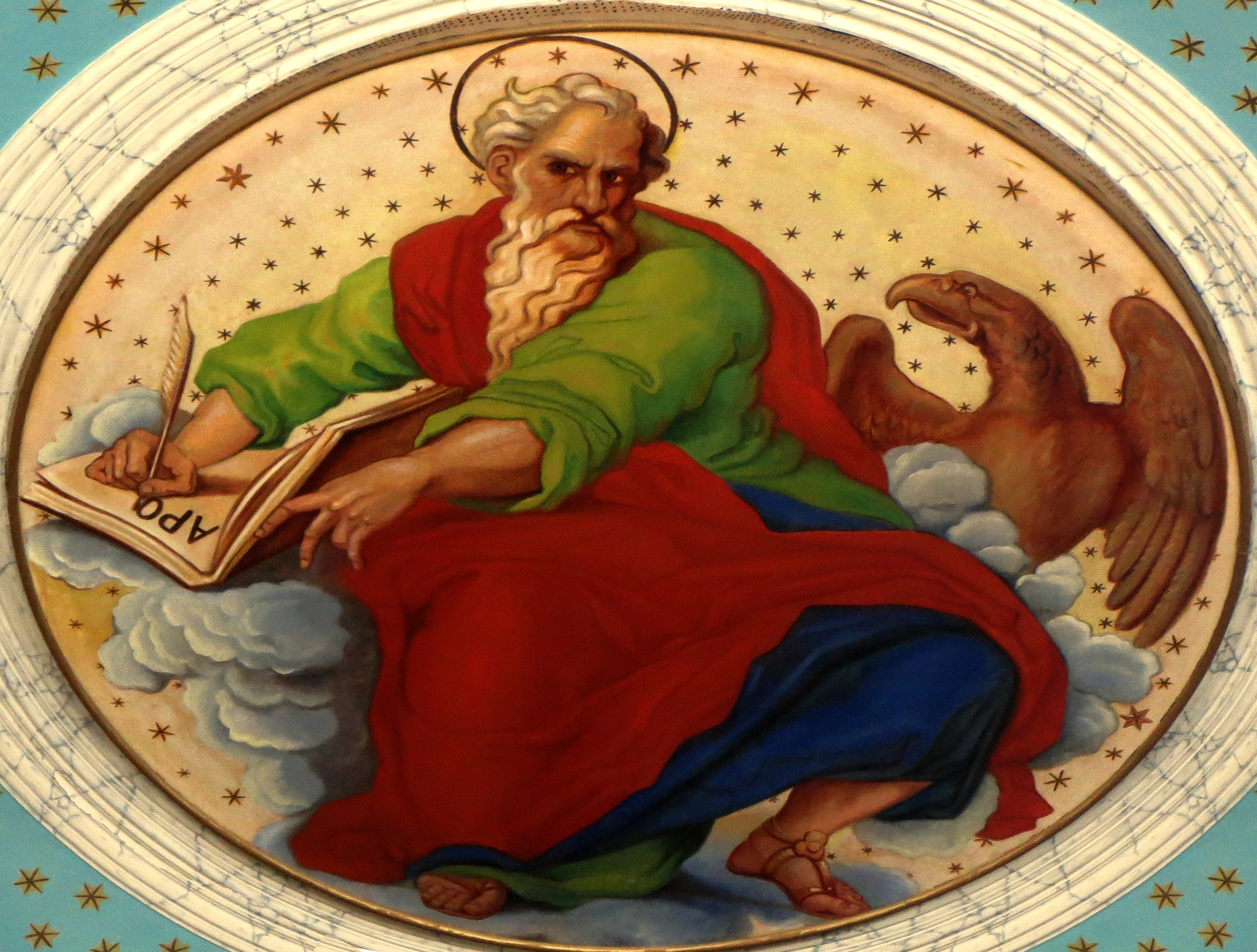
Johannes

De vier evangelisten fungeren daarmee als vier zuilen waarop het Nieuwe Testament als Woord van God is gegrondvest. Onderaan de zuilen staan de beelden van vier kerkleraren. Dat zijn:
5.a. Athanasius van Alexandrië werd liefst vijfmaal verbannen vanwege zijn overtuigingen. Vanwege zijn verdediging van het pausschap als eerste bisschop zijn er boven zijn beeld twee sleutels toegevoegd.
5.b. Ambrosius kon zo goed mensen overtuigen, dat hij in 374 tot bisschop van Milaan werd verkozen, nog voor hij gedoopt was. Dat gebeurde acht dagen later. Zijn redevoeringen waren “honingzoet”, vandaar de bijenkorf bij zijn standbeeld.
5.c. Augustinus werd op zijn 33e jaar bekeerd tot het christendom en werd daarna een van zijn grootste kerkleraren. Hij staat afgebeeld met een hart, want hij schreef: “Ons hart is onrustig tot het rust vindt bij U, mijn God”. Hij wist veel mensen te troosten in een tijd waarin Rome ten onder ging vanwege vele invallen van de barbaren. Mede door zijn geschriften wist de Kerk te overleven in de tijden van de volksverhuizingen en de aanvallen van Hunnen, Vandalen en andere volkeren. Onder het beeld van Augustinus bevindt zich de opgang naar de koepel en haar gewelven. De treden naar beneden leiden naar de winkel, de crypte en de kelderruimtes.
5.d. Johannes Chrysostomus staat afgebeeld met een gouden bazuin, symbool voor zijn gouden woorden. Zijn geschriften passen ook goed in het denken van de tijd waarin de basiliek werd gebouwd, een leer die over de hele wereld dezelfde is. Hij heeft het gewaad van de Oosters-orthodoxe kerken met het bisschoppelijk kruis, het hoofddeksel en het pallium, daarmee tevens symboliserend dat de oosterse en de westerse Kerk dezelfde leraren hebben en een eenheid onder God vormen. Onder het beeld is de opgang naar de preekstoel, wat afwijkend is vergeleken met de Sint-Pietersbasiliek.
De vier pilaren lopen niet door in de koepel (B), waardoor de koepel een beetje lijkt te “zweven”. De evangalisten zijn geschilderd door Theo Florschüts, tekenleraar op het in Oudenbosch gevestigde intituut St. Louis.

### Altaar met baldakijn
Onder de koepel staat het tombe-altaar (4) onder een baldakijn. Het tombe-altaar is een kopie van het altaar in de Sint-Pietersbasiliek en stamt uit 1883. Op het baldakijn staan op de hoekpunten engelen met guirlandes. In het midden van de zijkanten zweven engeltjes met de pauselijke tiara en het zwaard als symbool voor het snijdende woord. Aan de binnenkant is een duif aangebracht, als symbool van de Heilige Geest.  Er staan grote beelden van de kerkleraren bij het sacramentsaltaar voor in de basiliek. Gregorius de Grote, Basilius van Caesarea, Gregorius van Nazianze en Hiëronymus van Stridon voor. Naast het altaar staat links het beeld van Bonaventura en rechts het beeld van Thomas van Aquino. Deze zijn gemaakt door de Vlaamse beeldhouwer Frans De Vriendt, die in totaal 44 beelden heeft gemaakt voor de basiliek. In de goudkleurige achterwand van het altaar zit een gebrandschilderd raam met een duif (het zinnebeeld van de Heilige Geest).
Dicht bij het altaar staat het houten beeld van Maria met kind.
In de nissen aan de wanden van de voorkerk staan beelden van de evangelisten Lucas en Marcus, de apostelen Petrus en Paulus, van de heiligen Norbertus, Juliana, Margaretha-Maria Alacoque en Johannes Nepomucenus.

### Wester transept

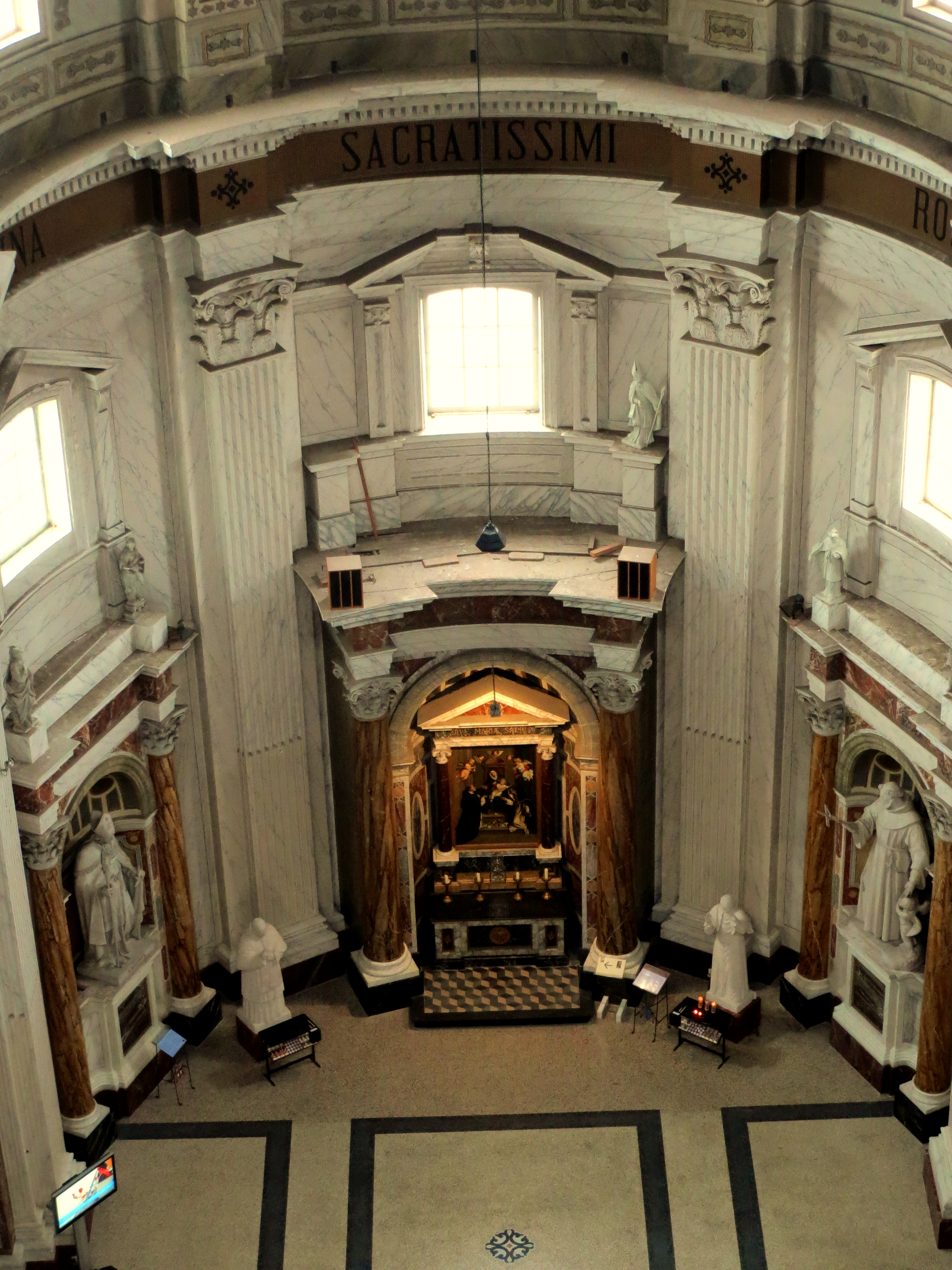
westelijke kapel

Aan de zijkant staat het altaar van het Onbevlekte Hart van Maria. In de kleine koepel wordt de Maria-Tenhemelopneming uitgebeeld. In de kleine koepel wordt iets weergegeven van de werelddelen Azië, Europa, Afrika, Amerika. Bovenin staat onder de zuidelijke kleine koepel de tekst: SALVE AUGUSTISSIMA SACRATISSIMI ROSARII ORA PRO NOBIS DEUM (Gegroet koningin van de heiligste rozenkrans. Bid God voor ons). De grote pilaar tegenover het altaar heeft de heiligen Antonius van Egypte en Bernardus van Clairvaux. In de pilaar van de andere grote zuil staan Agatha met een altaar en Barbara, ook met een altaar.
Centraal staat het zijaltaar met een schilderstuk van Maria die de ronzenkrans overhandigt aan de H. Dominicus. Naast het altaar staan de beelden van paus Johannes XXIII en paus Johannes Paulus II  en een borstbeeld van paus Adrianus VI. Deze beelden zijn vervaardigd door Jan Tolboom uit Leusden.
Daarboven staan de beelden van
Martinus van Tours, was een bisschop die een leven in eenvoud leidde. Als 15-jarige heeft hij de helft van zijn mantel aan een arme gegeven. Hij is ook bekend als Sint Martinus
Franciscus van Assisi, degene naar wie de huidige paus is vernoemd. Hij draagt in de ene hand een kruis en in de andere hand een engelfiguurtje dat een boek openhoudt met de woorden: "Et quicum que hanc regulam secuti fuerint pax super illes". Dat betekent: "Al wie deze regel volgt, zal vrede vinden", zie ook Galaten 6: 16.

### Ooster transept

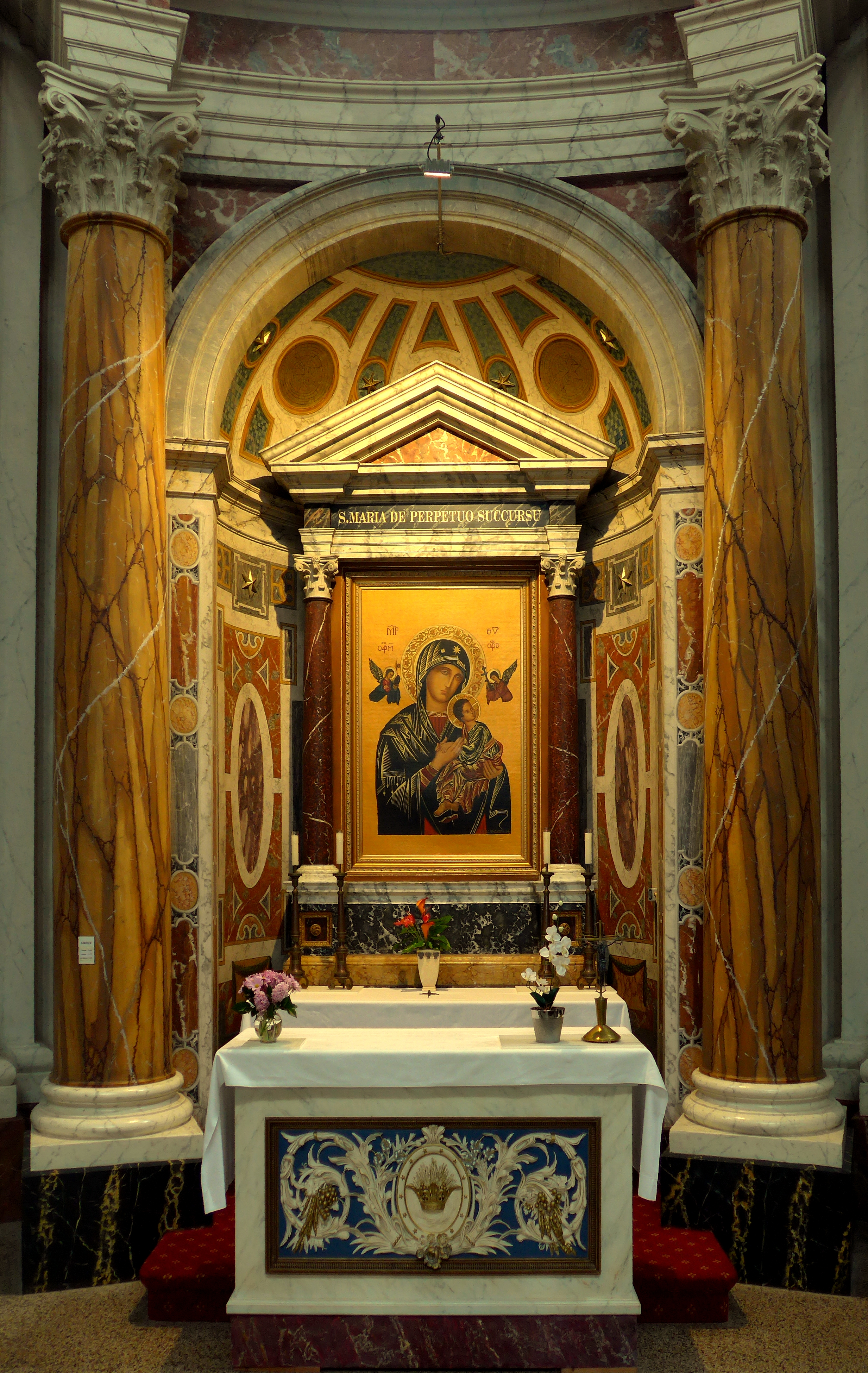
S. Maria perpetuo succursu

Centraal staat het zijaltaar van Onze-Lieve-Vrouw van Altijddurende Bijstand, waarmee Maria, de moeder van Jezus wordt bedoeld. Naast het altaar staan de beelden van:
Blasius van Sebaste, een bisschop in de tijd van de Romeinse christenvervolgingen. Hij draagt twee kaarsen gekruist. Dit komt van het verhaal waarin een vrouw dankzij Blasius haar enige bezit, een varken, wonderbaarlijk werd teruggebracht. Toen Blasius in de gevangenis zat, heeft zij met de kaarsen licht gebracht. Vlak voor zijn martelaarsdood heeft hij een jongen geholpen met een graat in de keel.
Paus Cornelius, een paus ook in de tijd van de Romeinse christenvervolgingen. De hoorn in zijn hand staat voor zijn geestelijke kracht ("sterk als een hoorn") omdat hij een paus durfde op te volgen die eerder was vermoord op last van de Romeinse keizer.
Bovenin staat de tekst: VENERANDAE SACROSANCTAE BASILICAE LOCIQUE PATRONAE AGATHAE ET BARBARAE INTERCENDANT PRO NOBIS AD DOMINUM (Moge de beschermheiligen van de heilige basiliek Agatha en Barbara voorsprekers zijn bij de Heer). De schilderingen onder de zuidelijke kleine koepel betreffen de vier grote profeten uit het Oude Testament, namelijk Jeremia, Jesaja, Daniël en Ezechiël. In de noordelijke kleine koepel staat de Hemelvaart van Jezus.
In de noordelijke hoofdpilaar staan altaren voor Benedictus van Nursia en Aloysius Gonzaga.
In de zuidelijk hoofdpilaar staan altaren voor Stanislaus Kostka en Jozef, de voedster-vader van Jezus.

### Hoogaltaar en priesterkoor

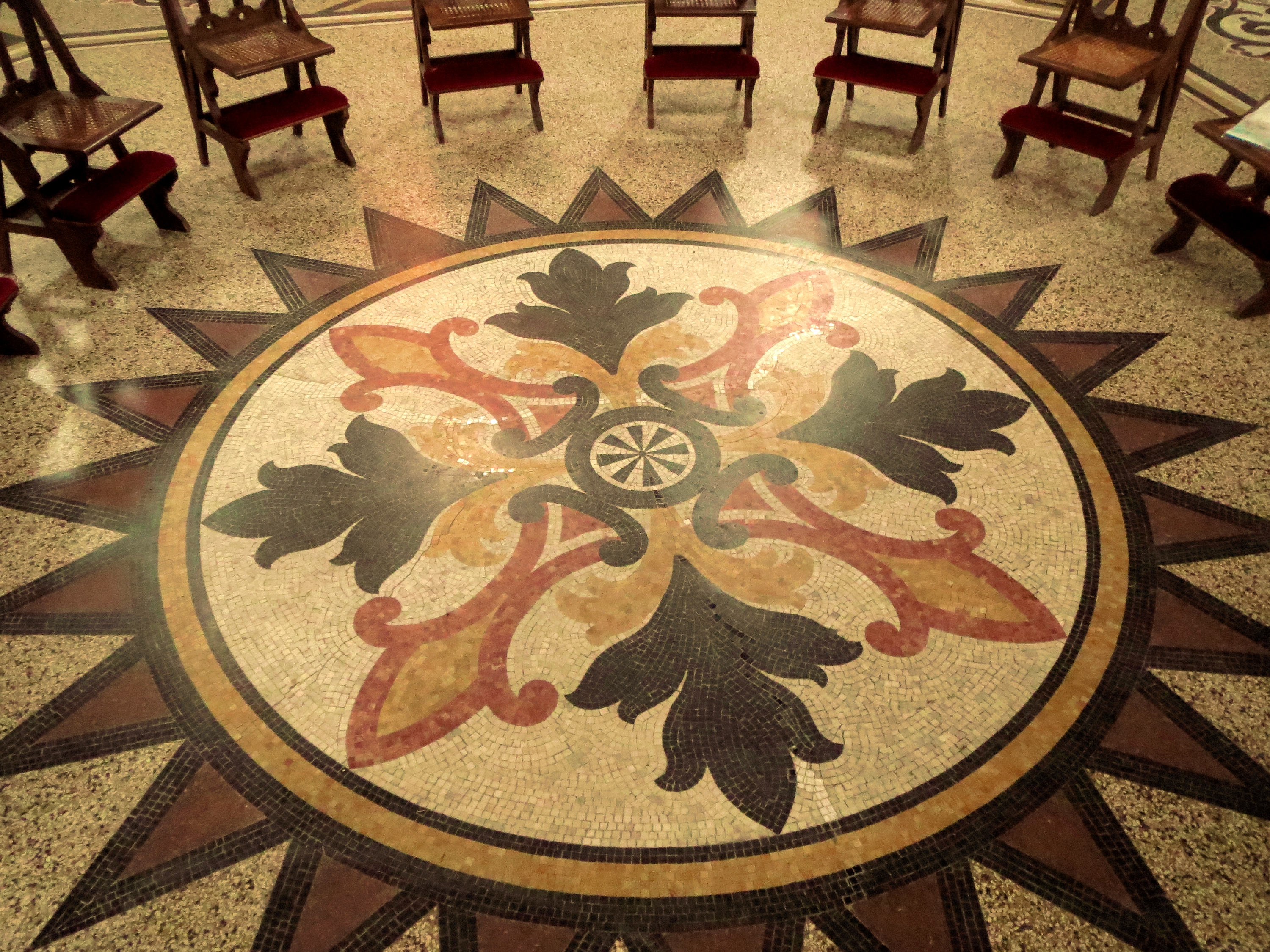
vloermozaïek priesterkoor

Het hoogaltaar en priesterkoor, ook wel voorkerk genoemd, wordt gevormd door het sacramentsaltaar met erboven een glasraam met de Heilige Geest, verschillende beelden, de godslamp (symbool voor het eeuwig brandende licht van God), de eretekens van de Basiliek en een balustrade. De tabernakel bevindt zich boven het sacramentsaltaar. Op het altaar voor de tabernakel staat een voorstelling van het Laatste Avondmaal. Op de kolommen rond het altaar staan de twaalf apostelen. Boven de tabernakel staat Bernini's Gloria, het glasraam met de Heilige Geest en stralenkrans er omheen dat boven de wolken uitkomt. In de stralenkrans zitten zeven aartsengelen, omringd door verschillende hemelse geesten. Een van de engelen wil wegvluchten met een palmtak die hij niet aan God wil geven maar voor zichzelf houden. Tegen het plafond staan de symbolen van geloof, hoop en liefde (het kruis, het anker en het hart).
Als eretekens van de Basiliek gelden het conopeum (een soort pauselijke paraplu) met het Tintinnabulum (een belletje in een houder).
De communie -banken  zijn in tegenstelling tot de meeste decoratie van echt marmer. De Latijnse tekst boven is: PASTOR ECCLESIAE TU OMNES CHRISTI PASCIS AGNOS ET OVIS (Herder van de kerk, wijdt alle lammeren en schapen van Christus).
De beelden zijn van de volgende kerkleraren:
Gregorius van Nazianze was een van de grootste geleerden uit de vierde eeuw. Hieronymus heeft in de vierde eeuw de hele Bijbel in het Latijn vertaald Vulgaat. Het is een van de oudste Bijbels die in het bezit is van het Vaticaan. Om die reden heeft Hieronymus een Bijbel in zijn hand. Basilius van Caesarea gaf zijn geld aan de armen en wilde zich terugtrekken in een leven van eenzaamheid. Hij werd op aandrang bisschop en wordt in oosters-orthodoxe kerken ook als heilige gezien. Paus Gregorius I, ook wel paus Gregorius de Grote genoemd omdat hij Rome in een tijd van verval heeft geholpen om te herstellen. Hij deed het als bestuurder met zijn geld, zijn organisatorische gaven en zijn zorg voor de armen.
In de nis rechts staat Thomas van Aquino met de dichtregel: "Adore te devote latens Deitas" (Ik aanbid U eerbiedig, verborgen Godheid). Hij staat in een nadenkende houding van een leraar, met in de linkerhand de Bijbel en de rechterhand opgeheven. Boven Thomas staat het schild met het wapen van de Dominicanenorde en de tekst "In waarheid". In het schild staan een hond (deze verscheen bij de geboorte van Thomas), een fakkel in de bek als licht van God, de lelie als teken van zuiverheid en de palmtak als teken van de overwinning, de kroon als beloning, de ster als symbool van de waarheid en de rozenkrans als symbool van de godsdienstigheid van Dominicus.
In de nis links staat Bonaventura. Hij doceerde in de dertiende eeuw aan de Universiteit van Parijs als lid van de Franciscanen bedelorde. Hij wordt na Fransiscus van Assisi gezien als de tweede stichter van de orde. Boven hem staat het schild van de Franciscanen met de tekst: "Heiligheid en wetenschap". Daarin staan de twee gekruiste armen met het kruis van Jezus Christus als symbool van de liefde die men voor elkaar moet hebben, de Christus met de Serafijnen en vleugels die God prijzen voor Zijn goedheid, de vijf wonden van Christus in handen, voeten en zijde. Het Latijnse kruis met de vier kruizen erin herinnert aan de bewaking van de heiligdommen in het Heilige Land die aan de Franciscanen was toevertrouwd.
In de nissen aan de wanden zijn verder de evangelisten Lucas en Marcus. Daarna volgen
Norbertus, geboren in Gennip wist hij bisschop te worden. Om die reden staat hij afgebeeld met een kelk en een bisschopsstaf.
Juliana van Cornillon is een vrouw die in Luik de Sacramentsdag als feestdag heeft ingesteld. Dit werd snel overgenomen. Daarom staat ze afgebeeld met de Eucharistie.
Petrus die wordt afgebeeld als het hoofd van de Katholieke Kerk.
Paulus die zich heeft ontwikkeld van christenhater tot vurig pleitbezorger van Christus.
Johannes Nepomucenus is degene bereid was om te sterven om zijn gegeven woord niet te schenden. Dat was omdat hij het biechtgeheim van de koningin niet wilde verklappen aan de Koning. Hij is daarom van de Karelsbrug in Praag afgegooid, na te zijn gemarteld. Hij is in Tsjechië een groot heilige.
Margaretha Maria Alacoque werd op jonge leeftijd genezen van kinderverlamming als door een wonder. Ze kreeg veel mystieke ervaringen, onder andere het geloof in het Heilig Hart dat mensen moet aanzetten tot naastenliefde. Margaretha heeft zelf veel vernederingen, ook van jaloerse kloosterzusters, moeten doorstaan, maar heeft toch vastgehouden aan de uitgangspunten van het Heilig Hart, de barmhartigheid en naastenliefde.

### Orgel
Het orgel is in 1772 in opdracht van de Protestantse gemeente gebouwd door Ludwig König, dus nog voor de vorige gotische St. Agathakerk die een eeuw later door de basiliek werd vervangen. Op 3 augustus 1773 werd het orgel voor het eerst in die kerk gebruik genomen. In 1801 werd het orgel, nadat die kerk in 1799 weer Katholiek was geworden, voor 1350 gulden van de protestantse gemeente overgenomen. 
In 1883 werd het orgel verplaatst naar de nieuwe basiliek: door welke orgelbouwer dit gebeurde is onbekend. Er werd een nieuwe orgelkas opgebouwd. In 1893 werd het door orgelbouwer Jos Stevens uit Duffel belangrijk uitgebreid en verbeterd. In 1941 is het orgel door Jan Vermeulen uit Alkmaar omgebouwd en uitgebreid naar een elektro-pneumatisch systeem. De orgelkas is voorzien van twee engelen met het wapen van paus Leo XIII. De restauratie c.q. ombouw van 1941 bleek in de loop der jaren geen gelukkige geweest te zijn. Het gekozen systeem liet het in technisch en esthetisch opzicht steeds meer afweten.
Vanaf 1975 zijn er nieuwe restauratieplannen gemaakt. Medio 1987 zijn de niet meer te benutten onderdelen verwijderd. Door rijksadviseur O.B.Wiersma, in samenwerking met de orgelmakers en met J.J. van der Harst, is al het historisch pijpwerk onderzocht op stijlkenmerken, inscripties, mensuren (maatverhoudingen) etc. Van het orgel uit 1773 bleek geen enkel register geheel verdwenen te zijn. Wel hadden in de loop der vele jaren diverse opschuivingen en wijzigingen plaatsgevonden. Na de laatste nieuwbouw in historische stijl luidt de huidige dispositie als volgt:
| Manuaal/Pedaal              | Stem                           | Opmerkingen |
| --------------------------- | ------------------------------ | --- |
| Manuaal I, Hoofdwerk, C-f3  | Bourdon 16'                    | C t/m E zink, tweede helft 19e eeuw rest. compositie, 1773                                                      |
|                             | Prestant 8'                    | C t/m Fis0, oude frontpijpen, rest. oorspronkelijk op de laden, 1773                                            |
|                             | Holpijp 8'                     | geheel compositie, 1773                                                                                         |
|                             | Quint 6'                       | gedekt pijpwerk, bas, 1773                                                                                      |
|                             | Octaaf 4'                      | 1773 |
|                             | Quint 3'                       | 1773 |
|                             | Superoctaaf 2'                 | 1773 |
|                             | Mixtuur 1', 4 sterk            | 3 koren uit 1773, hoogste koor nieuw                                                                            |
|                             | Cornet 6' discant              | op verhoogde banken, 1773                                                                                       |
|                             | Trompet 8'                     | 1883/93, enkele pijpen van König                                                                                |
|                             | Clairon 4'                     | 1883/93, hoogste octaaf labiaal                                                                                 |
| Manuaal II, Bovenwerk, C-f3 | Gedekt 8' bas                  | geheel metaal, eerste helft 19e eeuw                                                                            |
|                             | Gedekt 8' discant              | geheel metaal, eerste helft 19e eeuw                                                                            |
|                             | Prestant 8'                    | zelfde 19e-eeuwse factuur                                                                                       |
|                             | Viola di Gamba 8' discant      | eeuwse factuur à la Smits (Reek), misschien door hen geplaatst                                                  |
|                             | Prestant 4'                    | als Gedekt en Prestant 8' discant                                                                               |
|                             | Gemshoorn 4'                   | zelfde factuur, groot octaaf gedekt                                                                             |
|                             | Quintfluit 3'                  | zelfde factuur, groot octaaf gedekt                                                                             |
|                             | Woudfluit 2'                   | C-B als roerfluit gemaakt, rest cilindrisch open, meest 19e-eeuws                                               |
|                             | Tintinnabulum 3 sterk, discant | gedeeltelijk 19e-eeuws, gedeeltelijk nieuw                                                                      |
|                             | Fourniture 2', 3 sterk         | nieuw |
|                             | Basson 8'                      | nieuw naar voorbeeld van König                                                                                  |
|                             | Vox Humana 8'                  | nieuw, idem |
| Pedaal C-f'                 | Principaal 16'                 | C t/m Fis, in middenfront; G en Gis binnen; A t/m d' in de zijfronten; de rest op de laden, zwaar zink, 1883/93 |
|                             | Subbas 16'                     | c t/m Fis0 grenen, 1941; g0 t/m f', nieuw, grenen                                                               |
|                             | Octaaf 8'                      | nieuw |
|                             | Octaaf 4'                      | 1883/93, Vlaamse factuur                                                                                        |
|                             | Bombarde 16'                   | groot octaaf Oudvlaams, c0 - f' in nieuw aansluitende factuur                                                   |
|                             | Trompet 8'                     | 1773 |

### Luidklokken
Voor de Tweede Wereldoorlog hingen er klokken, die meegenomen werden uit de voormalige St. Aghatakerk. In 1943 werden ze geconfisqueerd voor oorlogsdoeleinden. Drie jaar later werden twee luidklokken gegoten door Petit & Fritsen uit Aarle-Rixtel. Na de sluiting van het Elisabethziekenhuis in Oudenbosch kon de klok uit de kapel gehangen worden in de basiliek als angelusklok. In 2015 werden de luidklokken uit de in 2013 verkochte kerk te Standdaarbuiten verplaatst naar de basiliek om hier hun functie te behouden. Er was echter in het begin veel protest van de bevolking, maar de klokken werden toch verplaatst en luiden sinds 13 december 2015 voor de Oudenbossche en Standdaarbuitense kerkgangers.

## Kruisweg
Zoals in de meeste kerken zijn de veertien staties van de kruisweg van Jezus Christus aanwezig. Het zijn veertien metersgrote schilderijen, waar bij Jezus Christus vaak mede- en tegenstanders zijn afgebeeld. Bij de eerste statie overheersen de lichte kleuren, aan het einde zijn het de donkere kleuren. De schilderijen staan in de zijbeuken van het Middenschip, het Wester- en het Ooster transept.

## Trivia
- Toen met de bouw begonnen werd telde Oudenbosch slechts 3500 inwoners. Omdat ze zo'n grote kerk lieten bouwen zei men dat de dorpelingen de koepel in de kop hadden.[bron?]
- Onduidelijk blijft, waarom de Rooms Katholieke Kerk in een dorp van 3.500 inwoners zo'n enorm groot (en kostbaar) kerkgebouw heeft laten verrijzen. Dit doet vermoeden, dat de beslissingen hierover buiten Oudenbosch, op een hoger bestuurlijk niveau, zijn genomen.
- Op 9 mei 2008 werd hier het kerkelijk huwelijk ingezegend tussen Frans Bauer en Mariska van Rossenberg.
- Een scene uit de Amerikaanse film Only Love (met Marisa Tomei en Rob Morrow) werd op 11 februari 1997 opgenomen in de basiliek. De basiliek diende als decor voor een huwelijk dat gesloten zou zijn in Rome.
- De basiliek trekt per jaar zo'n 60.000 bezoekers.
- Het jaar 2012 stond in het teken van "100 jaar predicaat Basiliek". Tijdens dit feestjaar stonden de zeven werken van barmhartigheid centraal. Het hoogtepunt was de pontificale eucharistieviering op zondag 16 september met hoofdcelebrant curie-kardinaal Peter Turkson.
- Indien tijdens een conclaaf in Rome een nieuwe paus is gekozen, komt er ook uit de schoorsteen van deze kerk witte rook. Deze schoorsteen is een kopie van die van de Sixtijnse Kapel waar de paus altijd wordt gekozen. De witte rook wordt gemaakt door plukjes stro met een speciaal ingrediënt te verbranden. Ook de klokken van de kerk worden dan geluid, tegelijk met die van de Sint-Pieter. Dit moment trekt veel mensen naar de kerk, ook zij weten dan: Habemus Papam oftewel We hebben een paus.[1][2]
- Bij het overlijden van een paus hangt bij de kerk gedurende de novemdiales de Vaticaanse vlag halfstok. Ook kan er dan in de kerk een condoleanceregister worden getekend ter nagedachtenis aan de overleden paus.[3]